# テレビ東京
株式会社テレビ東京（テレビとうきょう、英: TV TOKYO Corporation）は、テレビ東京ホールディングスの連結子会社であり、関東広域圏を放送対象地域としてテレビジョン放送事業を行う日本の特定地上基幹放送事業者。東京都港区六本木に本社を置く。
愛称はテレ東（てれとう）。略称はTX。リモコンキーIDは「7」。呼出符号は「JOTX-DTV」（東京 23ch）。TXNネットワークのキー局。
日本のアナログテレビ放送で親局の周波数がVHFで開局した最後の放送局であり、これ以後に開局した民放の親局は全てUHFである（アナログ放送の超短波放送のチャンネルは12チャンネル）。
民放テレビ5系列キー局のうちテレビ東京が、TXN系で唯一の広域放送局となる（岡山県と香川県を放送対象地域としているテレビせとうちも、広義の広域放送局とみなす場合がある）。

## 所在地
出典：
- 本社：〒106-8007 東京都港区六本木三丁目2番1号 住友不動産六本木グランドタワー内
- 関西支社：大阪府大阪市北区堂島浜一丁目4番16号 アクア堂島西館（NBFタワー）内
- 名古屋支社：愛知県名古屋市中区栄四丁目16番33号 日本経済新聞名古屋支社ビル4階
- 海外支局：アメリカ ニューヨーク・ワシントンD.C.、イギリス ロンドン、ロシア モスクワ、韓国 ソウル、中国 北京・上海

## 特色
現在、全国6局の系列局とTXNネットワークを形成している。系列局はキー局の中で最も少ない。三大都市圏を中心に、6局で日本の総世帯数の約7割をカバーしている。
また、独立局を始めとする系列外の放送局への番販も行われている。最近ではケーブルテレビ（以下「CATV」）事業者のTXN系区域外再放送の増加やBSジャパン（現：BSテレ東）の開局により、番販取り引きが減少傾向である。
このため、TXN系列の放送対象地域外の府県のCATV事業者に対して、区域外再放送に同意しない事例も出てきている。
CATV事業者が直接TXN系列の番組を購入し、自主放送チャンネルで番組を流している場合もあるが、こういったケースは極めて稀である。
1991年4月に当時のTXN九州（現：TVQ九州放送）が開局して以降、テレビ東京の業績が低迷したために、既存局による1局2波も含めて系列放送局の新規開局を行っていない。
衛星放送局のBSテレ東やAT-X、日経CNBCといった関連局が開局したことにより、全国展開は完了したとの判断が一時なされた。ただし、その際、プロ野球やJリーグ取材のために宮城県、静岡県、広島県に常駐取材拠点を置きたいという希望を表明していた。
平均視聴率は2010年以降全日で2パーセント台、ゴールデンタイム・プライムタイムで5 - 6パーセント台を推移しており、テレビ東京は他の在京キー4局に比べると全体の視聴率が振るわないため、「振り向けばテレビ東京」といわれることもある。ただ、主に中高年層などに向けた番組編成はスポンサーにとって広告波及効果が高いと評価されている。
2000年代以降、手薄だったバラエティ番組を強化。2013年の年間平均視聴率はゴールデンタイムで7.0パーセント、プライムタイムで6.6パーセントと上昇傾向にあり、直近の番組改編が功を奏する結果を見せている。2010年代以降は年4回の改編期における番組の改編率が高く、大幅に変更される傾向にある。
2010年6月25日の株主総会で、同年10月1日付で複数の放送局を傘下に置く認定放送持株会社「テレビ東京ホールディングス」に移行すると決定され、10月1日に、テレビ東京は同社の完全子会社（連結子会社）となった。
日本経済新聞社（日経新聞）の影響下にあることから、会長と社長は同新聞社出身の人物が長年に渡って就任している。

### ネットワーク拡大構想
2000年12月にBSジャパン（現：BSテレ東）を開局。テレビ東京で放送している番組のサイマル放送（同時放送）を目玉としていた。
しかし、開局前から日本音楽事業者協会などから猛抗議を受け、この影響で順次縮小した。また、日本音楽事業者協会との合意に基づき、一部の番組は1日〜1年遅れの時差放送にせざるを得なくなった。
2007年5月31日、菅谷定彦社長が定例会見において宮城県、静岡県、広島県、京都府、兵庫県へのエリア拡大の構想を例示した。なお、構想は正式な事業計画として公認されたものではなく、その後の具体的な進展は無い。

## かつての経緯
財団法人日本科学技術振興財団（以下「財団」と略す）が元々の免許人であった。当時の親局チャンネルであるVHF12チャンネル（映像周波数217.25MHz、音声周波数221.75MHz）は、在日米軍がレーダー用に使用していた周波数帯であり、津野田知重がアメリカ合衆国へ単身で返還を要望しに行き、それによって新規テレビ局チャンネルとして開局したと言われている。津野田は財団とも関わっており、すぐに認可された。
チャンネルの返還後、同チャンネルを使ったテレビ放送の免許を巡っては、本財団以外に日本電波塔（東京タワー）、千代田テレビ（日本中小企業政治連盟を当時率いていた鮎川義介が中心）、ラジオ関東（現在のアール・エフ・ラジオ日本、当時は毎日新聞社と報道協定。実際には河野一郎の意向が働いていたといわれる）、中央教育放送（毎日新聞社と毎日放送、日本私立大学連盟が中心）などが名乗りを上げたといわれているが、元々本財団の設立には正力松太郎（初代科学技術庁長官、日本テレビ初代社長・初代会長）、石川一郎（経済団体連合会初代会長）、植村甲午郎（経済団体連合会副会長→第3代会長、フジテレビ初代会長）、中曽根康弘（財団設立時の科学技術庁長官）など政財界の大物が多数絡んでいたこともあり、最終的に財団に対し免許が交付されることとなった。また、東京タワーの敷地内を局舎として使用。鮎川義介の関連企業（日立製作所、日産自動車）が財団に出資しており、事実上の一本化がなされたものと思われる。
免許交付を受け、財団は部署（日本科学技術振興財団テレビ事業本部）を立ち上げ、1964年4月12日に開局。「科学テレビ 東京12チャンネルテレビ」という愛称を付けた。国からは、科学技術教育番組60%、一般教養番組15%、教養・報道番組25%を放送するという条件が出されていたため、娯楽性のある番組は無いに等しかった。ちなみにこの頃、関東地方では12chが映らないテレビも多かったため、アンテナがあっても受信できないという事態が発生した。

先に開局した教育番組専門局である日本教育テレビ（NET。現：テレビ朝日）と異なり、旧東京12チャンネルは1964年に財団が母体となって設立された科学技術学園工業高等学校（現：科学技術学園高等学校）の授業放送をメインとして行う教育番組専門局（科学テレビ）として開局し、民放でありながらCMを流さなかった放送局として運営された。
科学テレビは毎月数千万円の赤字を出していたため、1965年6月には津野田に代わり元日産生命保険社長の藤本輝夫が理事に就任し大幅な人員整理を断行。この頃「NHKが財団のテレビ部門を吸収し、テレビ3チャンネル体制を構築する」（12chにNHK教育テレビを移設させ、空いた3chに「NHK報道テレビ」を開局させる）という話が進められていたため、「NHKと合併するのなら営業部門は不要」との判断から営業部の大リストラが行われ、実に営業部門の人員の75%が退職に追い込まれた。1966年にはそのために必要な放送法の改正案が国会に提出されたが、審議未了で廃案となり、結局この合併話も流れてしまった。
NHKとの合併話が白紙に戻った結果、1966年4月から規模を大幅に縮小すると共に平日および土曜日の放送時間も10時 - 11時半の1時間半と、夕方 - プライムタイム前半に当たる17時 - 21時の4時間の計5時間半（ただし、日曜日は後者の4時間）のみに短縮された。その後、財団形式では経営などに無理があったため、1967年2月には他の在京テレビ局が「科学テレビ協力委員会」を発足させ、日本テレビから徳光寿雄、TBSから鈴木保雄、フジテレビから田村源太郎、NETから遠藤次郎と大内修二郎（途中交代）が協力委員として派遣された。それらの協力を得て、1967年4月から日中とゴールデンタイム後半以降 - 深夜時間帯の放送を再開した。そのため、当然ながら他の民放と同様に一般的な番組やCMを流すようになった。科学テレビ協力委員会は1968年6月で廃止され、1968年7月に財団テレビ事業本部の番組制作を目的とした「株式会社東京十二チャンネルプロダクション」（以下「東京12チャンネルプロダクション」、現在の株式会社テレビ東京の法人格、1973年の事業譲渡までは番組制作会社）が設立された。
この時、水面下では大阪の毎日放送（現：MBSメディアホールディングス）が東京12チャンネルプロダクションの経営に乗り出していた事から、「毎日放送が東京12チャンネルプロダクションを買収する」といった話が進められていたと言われていた。実際、毎日放送社長（当時）の高橋信三は東京12チャンネルプロダクションを買収して東京12チャンネルの放送免許を日本科学技術振興財団から譲り受け、東京12チャンネルを首都圏第5の民放局「東京毎日放送」（毎日放送〈MBS〉系列の準キー局という位置付け）に衣替えしてMBSテレビを関西唯一のキー局とする新たなネットワークの実現に向け奔走していた。同時に、もう1つの系列だったNET（現：テレビ朝日）からのネットワーク離脱も画策していた。
朝日新聞社が本格的に経営に乗り出していたNETは、当時TBS系列だった朝日放送（現：朝日放送グループホールディングス）に対してNET系列へのネットチェンジを働きかけていた一方、東京12チャンネルの買収とNET系離脱に動いた毎日放送や、TBSが毎日新聞社との関係が強まった一方で引き続き朝日新聞社との資本関係があることを盾に、ネットチェンジ要請になかなか応じなかった朝日放送の動きを見て、腸捻転解消が実現しなかった場合にも備え、独立局としての開局を準備していたサンテレビと近畿放送（現：KBS京都）の系列化も想定して、それぞれの地元である兵庫県神戸市と京都府京都市に支局を設け、1969年の開局からこれら2局と番組の相互供給を開始した。
しかし、早くから腸捻転解消に動いていた朝日新聞社・NET側だけでなく郵政省・毎日新聞社・TBS側にも腸捻転解消を画策する動きが出たことから、時の内閣総理大臣である佐藤栄作や自民党幹事長の田中角栄らを中心とした郵政族議員や郵政大臣出身者、郵政事務次官の浅野賢澄（後のフジテレビ社長・会長）などの郵政省官僚、腸捻転解消に動き始めた毎日新聞社会長の田中香苗やTBS社長で民放連会長の今道潤三が猛反発したため、これらの買収計画はいずれも頓挫した。
結局、1969年11月に再三にわたる財界からの要請を受ける形で日本経済新聞社（日本経済新聞）が東京12チャンネルプロダクションの経営を引き受け、正式に参加。「科学テレビ」をグループの電波媒体として、朝日新聞社もこの動きに同調した。それまで東京12チャンネルは朝日新聞社と報道提携を結んでおり、同局の報道一切は朝日新聞社が制作していて、また同社は日本科学技術振興財団の財団債も保有していた。一方日本経済新聞社は当時、朝日新聞社が経営に乗り出していた日本教育テレビ（後のテレビ朝日）にも出資していたが、この後1974年2月にこの出資分を朝日新聞社と旺文社が折半して買い取って両局の新聞資本が整理された。なお、テレビ東京とその系列局はその後も『ホロニックパス』『テクノピア』『パソコンサンデー』などの科学技術番組を送り出している。
1973年10月1日、株式会社東京12チャンネル（東京12チャンネルプロダクションの商号を変更）は放送法によるテレビ放送を事業目的に加え、経営および放送事業を財団より譲り受けた。また国の方針で京浜地区の民放の教育専門局を廃止し一般総合局とするチャンネルプランの変更もあり、財団は申請していた科学技術教育専門局の免許申請を取り下げたうえ（12チャンネル側が別に総合放送局としての免許申請を行った）部署の清算に取りかかり、科学テレビは10月31日に廃局。そして翌11月1日に総合放送局として改めて開局した（移行前日の10月31日の放送終了時に告知テロップが表示された）。この後、他のキー局のように地方系列局を持っていないハンディを克服するため、近畿・中京圏の独立放送局への番組販売（番販）を展開するようになる。対象局は、近畿放送（現：KBS京都、京都府）、サンテレビジョン（兵庫県）、びわ湖放送（滋賀県）、奈良テレビ放送 （奈良県）、テレビ和歌山（1974年4月1日開局から、和歌山県）、岐阜放送テレビ（現愛称：ぎふチャン、岐阜県）、三重テレビ放送（三重県）である。
なお、1969年10月1日から1975年3月30日までは大阪のMBSと、1973年3月31日までは中京テレビ（CTV）とも提携関係にあった。またその後も、関西地区ではテレビ大阪が開局する1982年3月まで在阪準キー各局（MBS、ABC、KTV、YTV）が、東海3県ではテレビ愛知が開局する1983年9月まで在名基幹各局（CTV、CBC、東海テレビ、NBN→メ〜テレ）が、それぞれ番販購入の形で東京12チャンネルの番組をネットしていたこともある。
東京12チャンネル時代は、他局が6時台から放送開始している中で番組ソフトが不足していたこともあり、開局当初から1974年頃までは10時前（その後1977年6月までは9時から→同年7月以後はさらに8時前に繰り上げ）からと比較的遅い時間での放送開始となっていた。そのため、一部の新聞のテレビ欄では午前中の部分を広告欄に差し替えていた。
1981年10月1日、1982年のテレビ大阪開局を控え、商号を「株式会社東京十二チャンネル」から現在の「株式会社テレビ東京」へと変更した。

## 沿革

### 設立前（科学テレビ時代）
- 1961年（昭和36年）10月26日 - 第39回国会、衆議院科学技術振興対策特別委員会において日本科学技術振興財団への免許交付促進を決議[27]。
- 1962年（昭和37年）
  - 7月28日 - 郵政省、テレビジョン放送用周波数割当計画表を修正。京浜地区の局の数を7に改め、チャンネルの欄に12を追加する。12チャンネルは米軍から返還されたチャンネルで、民放科学技術教育専門局用として割り当てられる[28]。
  - 11月13日 - 郵政省、日本科学技術振興財団に対し「科学技術教育番組60%、その他一般教育番組15%を基準」を電波法により条件付け予備免許を付与。競願していたラジオ関東、中央教育放送など4社の免許は拒否[29]。
- 1964年（昭和39年）
  - 4月12日 - 科学技術学園工業高等学校（現：科学技術学園高等学校）が開校し、授業放送（科学テレビ）を開局。11時30分よりテストパターンにベートーベンの交響曲第9番『合唱』の第4楽章全曲の音声を流し、局名が「東京12チャンネル」ということもあって、12時から放送開始した。当初は『朝日新聞ニュース』も放送していた。
当日のタイムテーブル[30]
    - 11:30 - 12:00　テストパターン
    - 12:00 - 13:00　開局特別番組「東京12チャンネル誕生」
    - 13:00 - 13:30　同「科学と人づくり」
    - 13:30 - 14:30　同「日本の科学技術」
    - 14:30 - 15:00　同「月世界への道」
    - 15:00 - 15:30　同「原始に生きる島」
    - 15:30 - 16:00　同「座談会・科学と人間」
    - 16:00 - 17:30　同「NHK交響楽団（指揮：外山雄三）特別演奏会」
    - 17:30 - 18:00　同「朗読・銀河鉄道の夜」
    - 18:00 - 18:10　朝日新聞ニュース
    - 18:10 - 19:00　公開番組「12の関所・ゲスト大会」
    - 19:00 - 20:00　開局特別番組「未来をうたおう（働く青少年の集い）」
    - 20:00 - 20:30　朝日新聞ワイドニュース
    - 20:30 - 21:30　開局特別番組「バラエティーショー・こんばんは21世紀」
    - 21:30 - 23:00　同「劇・孤愁の岸（宝歴治水始末記）」
    - 23:00 - 23:10　朝日新聞ニュース
    - 23:10 - 23:15　朝日新聞海外ニュース
    - 23:15  -  （終了時間未詳）　開局特別番組「明日をひらく」

  - 当時の番組の平均編成としては、9時30分から10時までテストパターン画像、10時から放送を開始し、一度15時5分から16時までテストパターンを伴う放送休止（15時台後半に音楽）を挟み、16時から再開、23時45分（日曜のみ23:15）で放送終了していた。午前中〜午後日中、22時以後は主に「科学テレビ協力会」の協賛による「工業高校講座」や教養性のある映画など、19 - 21時台には「朝日新聞ワイドニュース」やクイズ・バラエティー番組、外国テレビ映画などがわずかであるが生放送されており、一般企業の協賛スポンサーがついた番組もあった[31]。
  - 10月10日 - 24日 オリンピック東京大会を実況中継。平均12時間放送[32]。
- 1965年（昭和40年）8月14日 - 「戦争と平和を考える」徹夜のティーチイン（8月15日記念集会実行委員会主催）が赤坂プリンスホテルの国際会議場で開催され実況中継。第1部「ベトナム問題と日本の進むべき道」を終わり、第2部「戦中戦後の体験発表」に入った4時過ぎ、中継を突然打ち切り問題化[33]。
- 1966年（昭和41年）4月4日 - 経営再建のため1日5時間30分（日曜日は4時間）に短縮。人員180人の削減、番組販売の中止を実施。収入は財界の拠出金で賄う[34][35]。
当時のタイムテーブル（例：月曜日）[36]
  - 10:00 - 11:30　工業高校講座（平均1講座25分ずつ）

  1. 発送配電（3年生　月2回）、または体育（全学年・月1回）、特別教育活動（同左）
  2. 機械工作・上（1年生）
  3. 製図・I（同上）
  4. 電気論理（同上）

（11:30 - 16:55　放送休止=テストパターン画像を放送）
  - 16:55  -  17:00　テストパターン（の画像と音楽）
  - 17:00 - 18:30　工業高校講座（10:00 - 11:30生放送分の再放送で、放送順序は2→3→4→1）
  - 18:30 - 18:56　映画・楽しい科学
  - 18:56  -  19:00　朝日新聞ニュース
  - 19:00 - 19:30　映画・動物の国
  - 19:30 - 20:15　科学ドキュメンタリー・未知への挑戦
  - 20:15  -  20:30　映画・東京レポート（東京都広報）
  - 20:30 - 21:00　朝日新聞今日のニュース

（21:00放送終了）
当時のタイムテーブル（例：日曜日）
（16:55まで放送休止=テストパターン画像を放送）
  - 16:55  -  17:00　テストパターン（の画像と音楽）
  - 17:00 - 18:30　工業高校講座（当該週生放送分の再々放送）

  1. 電子工学（3年）
  2. 電気機器（同上）
  3. 発送配電・または電気理論III（いづれも同上・月2回）
  4. 原動機III・または工業計画（いづれも同上・月2回）

  - 18:30 - 18:56　チェコの漫画・プラハの夢
  - 18:56  -  19:00　朝日新聞ニュース
  - 19:00 - 19:30　視聴者参加型番組・アイデア買います!ただいま特許出願中
  - 19:30 - 20:30　同・異議あり!
  - 20:30 - 21:00　朝日新聞今日のニュース

（21:00放送終了）
- 1967年（昭和42年）
  - 4月10日 - 営業活動の再開。放送時間を8時間10分に再拡大[34]。
    - 『マンガのくに』『月曜お笑いチャンネル』開始[37]。

  - 11月14日 - 郵政省、従来認めなかった娯楽番組を20%認可する[38]。
- 1968年（昭和43年）
  - 3月28日 - カラー放送を開始（東京地区では5番目）[39][40]。テレビで放送される初のカラー番組は、『第40回選抜高等学校野球大会 開会式』（MBSテレビからの同時ネット放送）。
  - 8月2日 - 郵政省、運用が免許条件に違反する疑いがあると警告した[41]。

### 現法人設立後
- 1968年（昭和43年）7月1日 - 毎日放送（MBS）や日立製作所、日産自動車、東レ[注釈 15]をはじめとした企業の出資により株式会社東京十二チャンネルプロダクションを設立。
- 1969年（昭和44年）
  - 10月27日 - 日本経済新聞社が財団法人日本科学技術振興財団テレビ事業本部の運営を引き受ける[42]。
  - 11月1日 - 日本経済新聞を迎え再スタート。
    - 財団テレビ事業本部に再免許付与（有効期限1年）。以降1970年は2年間、1972年は1年間の有効期間が付く[43]
    - 資本金を10億円から20億円に増資。増資の内訳は日経6億円、日本生命グループ[注釈 16]4億円。
- 1971年（昭和46年）11月8日 - 自動番組制御装置（APS）運用開始[44]。
- 1973年（昭和48年）
  - 10月1日 - 商号を株式会社東京十二チャンネルに変更。目的に「放送法によるテレビジョン等放送事業」を追加し、財団法人日本科学技術振興財団からテレビ放送事業を譲り受ける[45]。
  - 10月31日 - 郵政省、東京十二チャンネルに総合局としての予備免許交付。「教育番組20%以上、教養番組30%以上」の確保が義務付けられる[46]。この日、教育専門局から総合局として申請し予備免許を取得したNET（現：テレビ朝日）とともにこの比率は1982年10月末迄適用された。11月1日、本免許交付。
    - この日をもって日本科学技術振興財団テレビ局1社8局廃局[注釈 17][47][48]。

  - 11月1日 - 一般総合局として東京12チャンネル1社8局開局[47][48]特別番組『新生12チャンネルの門出』放送。
- 1978年（昭和53年）12月25日 - 標準テレビジョン音声多重放送（JOTX-TAM）を放送開始[49]。なお、同放送第1号は「音声多重放送開始の案内」（二か国語放送）。
- 1981年（昭和56年）10月1日 - 商号を株式会社テレビ東京に変更[注釈 18]。
- 1983年（昭和58年）2月 - 自動番組制御装置（APS）を更新[50][51]。

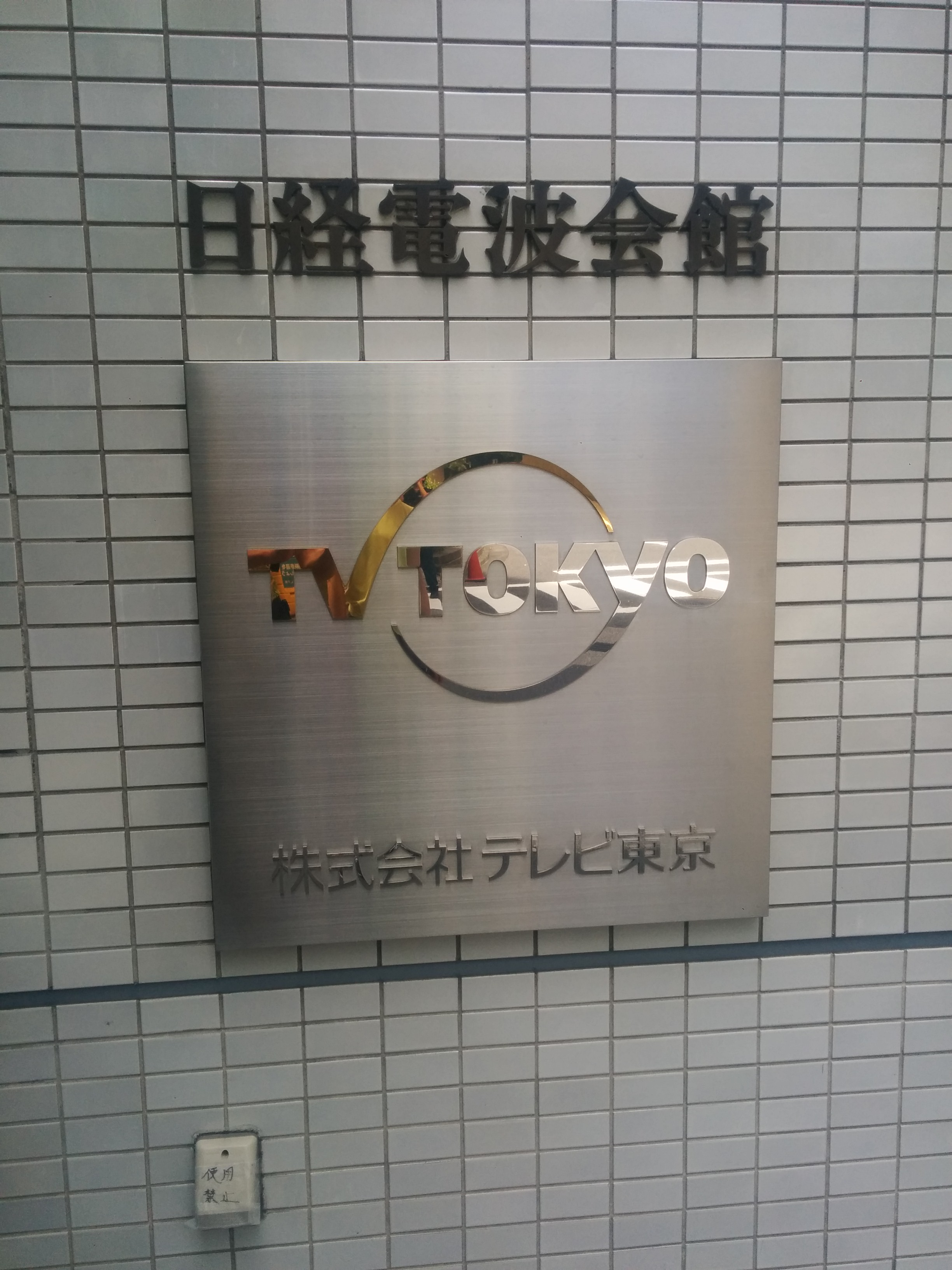
旧：日経電波会館（現：日経虎ノ門別館）

- 1984年（昭和59年）6月1日 - 新社屋着工[52]。
- 1985年（昭和60年）12月12日 - 虎ノ門四丁目3番12号に建設され同年11月25日に竣工[53]した「日経電波会館」に移転。これと同時に芝公園4-4-7の旧社屋はテレビ東京スタジオセンター（現：東京タワーメディアセンター）となる。

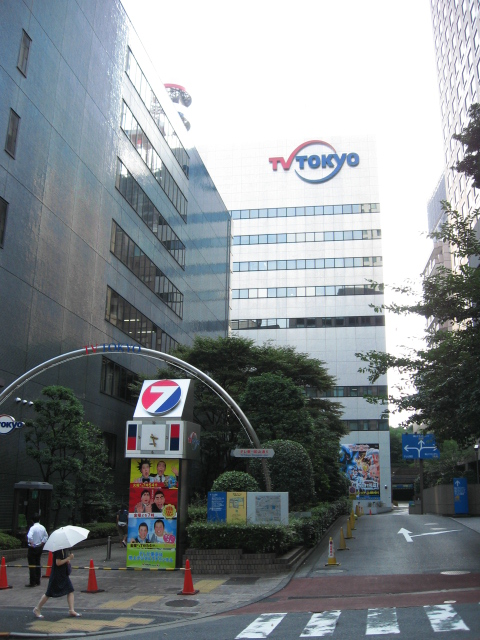
1985年から2016年の本社屋（旧：日経電波会館→現：日経虎ノ門別館）。現在、社屋のロゴは取り外されており、正門のオブジェや時計台も全て撤去されている。

- 1989年（平成元年）4月1日 - コールサインからとった「TX」を正式に略称とする。なお、それ以前は開局時から「12ch」を略称とする事が比較的多かった。
- 1993年（平成5年）10月1日 - 開局30周年を機に、製作著作クレジット等で、従来の「テレビ東京」のロゴの左にキスマークを模した赤の丸（○）およびその下に当時のキャッチコピーの「チュッ!」のマークと、従来ロゴの上に赤文字で「30th Anniversary」（1995年途中まで）が入ったクレジットロゴマークが付けられていた（アニメ等一部の番組では「30th Anniversary」のロゴを使用せず、1995年途中から従来ロゴの左に丸印および「チュッ!」マークのみ使用していた）。番組によっては､いずれかの一色で掲げる事もあった。1998年3月31日までこのクレジットロゴマークを使用していた（同年4月1日から9月30日までの半年間は、「テレビ東京」のクレジットロゴのみ残っている）。
- 1996年（平成8年）10月1日 - 標準テレビジョンデータ多重放送（ITビジョン）を開始（2003年12月26日まで）。
- 1997年（平成9年）12月24日 - 有料CS放送「アニメシアター・エックス（AT-X）」放送開始。
- 1998年（平成10年）10月1日 - 開局35周年を機にロゴマークを変更。
- 1999年（平成11年）12月12日 - 天王洲スタジオの運用開始。
- 2000年（平成12年）
  - 6月 - 子会社エー・ティ・エックスを設立し、AT-X事業を移管。
  - 12月1日 - BSデジタル放送局「BSジャパン」開局。地上波放送番組のうちニュースなどの生放送番組や一部のバラエティ番組などがハイビジョンで放送されるようになる。
- 2003年（平成15年）
  - 6月25日 - 英文社名をTelevision Tokyo Channel 12, LimitedからTV TOKYO Corporationに変更される。
  - 12月1日 - 地上デジタルテレビ放送の本放送を開始。
- 2004年（平成16年）8月5日 - 東証1部に株式上場（証券コード：9411）。
- 2005年（平成17年）12月12日 - 公式アニメサイトを「アニメエクスプレス」から「あにてれ」に変更（公式では同日12時12分12秒頃に行ったと発表）。
- 2006年（平成18年）4月1日 - 地上デジタルテレビジョンワンセグの本放送を開始。
- 2009年（平成21年）1月12日 - 民放テレビ局全局のアナログ放送において「アナログ」のチャンネルロゴ表示の表示を同時実施。
- 2010年（平成22年）
  - 3月11日 - 放送衛星（BS）セーフティーネットによる地上デジタル放送難視聴地域向けのBSサイマル放送（BS297）を期間限定開局
  - 10月1日 - 認定放送持株会社「テレビ東京ホールディングス」設立。
- 2011年（平成23年）7月24日 - 地上アナログ放送終了。最後のクロージングは現在使われているクロージングと同じ映像を流して東京としては最後に停波したテレビ局でもある。そして”VHF12チャンネル”での放送が終了。
- 2013年（平成25年）
  - 5月31日 - 9時、東京スカイツリーからの送信を開始。
  - 9月12日 - 開局50周年を機に新キャラクターとしてバナナのキャラクターを発表し、後に『ナナナ』と命名される。
- 2015年（平成27年）3月31日 - BSセーフティーネットによる地デジ難視聴対策放送が閉局した。
- 2016年（平成28年）
  - 8月15日 - 住友不動産六本木グランドタワーへの本社移転を開始。第1段階として総務局やグループ戦略室などを移転することを発表。
  - 8月29日 - 本社移転の第2段階として報道局、スポーツ局、送出マスター以外の機能・部署を移転。新専用郵便番号「106-8007」が設定される。
  - 11月7日 - 『TXN NEWS』（月曜未明版）終了の0時35分をもって日経電波会館での業務を終了し、新本社に完全移転。5時45分の『ニュースモーニングサテライト』より新本社から放送開始。同時に新本社内の地上波・BS統合マスター（NEC製）の運用を開始した[54]。
- 2018年（平成30年）10月1日 - テレビ東京ホールディングス傘下のBSジャパンがテレビ東京グループであることを明確にするため[55]、社名を「BSテレビ東京」に、局名を「BSテレ東」に変更する。
- 2019年（令和元年）5月2日 - テレビ東京プロデューサーの細谷伸之の騒動が発覚したことにより、テレビアニメの作品を全て降板した。
- 2022年（令和4年）
  - 4月 - 〈本格的な経済・ビジネスを、もっと楽しく学ぶ〉をテーマにYouTubeチャンネル「日経テレ東大学」を開設[56]。
  - 4月1日 - 一部の番組を除き、提供クレジットから黒い縁+白テロップ表記を撤廃（※一部企業を除く）し、各社提供・ネットセールス・ローカルセールスを含めてカラー表記に統一。
  - 4月11日 - 動画配信アプリ「TVer」にて、地上波ゴールデン・プライムタイムに放送されているテレビ東京系列番組のインターネット同時配信サービス「テレ東系リアルタイム配信」を開始[57]。
  - 10月27日 - NFTのゲームプラットフォーム運営会社Digital Entertainment Asset Pte. Ltd.（本社：シンガポール）に約3億円を出資することを発表した[58]。
- 2023年（令和5年）
  - 2月 - YouTubeチャンネル「日経テレ東大学」が開始からわずか1年10カ月後でチャンネル登録者数100万人を突破。ビジネスパーソンだけでなく、幅広い世代から支持を集めるYouTubeチャンネルに成長[56]。
  - 2月17日 - テレビ東京が参画している定額制動画配信サービスのParaviが同業サービスのU-NEXTと経営統合するのに伴い、U-NEXTとの間で戦略的業務提携を締結[59][60]。テレビ東京制作のドラマ・バラエティ番組などをU-NEXTにて順次配信[60]。
  - 11月13日 - ロゴマークを「TV TOKYO」から「テレ東」に変更[61][62]。長らく親しまれてきた愛称が正式なブランド名となった。新しいブランドマークは「テレ東」と英語表記の「TV TOKYO」を並列に置き、既存の青と赤の色を引き継ぐ。青色はテレ東ブルーと呼ばれ、「視聴者、パートナーに信頼される存在となるという想い」を込める。また、ロゴには「7」が含まれ、これを赤色であるテレ東レッドで表現。こちらは「心を温かく、時に熱く、一人ひとりに深く届けていくという想い」が込められており、この「7」はその形から「テレ東アロー（矢）」ともいわれる[63]。なお、2024年4月の開局60周年に先駆け、クレジット表記は『ナナナ』も描かれた"60th"ロゴも併記される。

同年11月12日深夜（13日早朝）のクロージングより、テレビ東京・BSテレ東ともに新しい局名告知を行うようになったほか、早いところでは12日付の新聞よりラテ欄表記も「テレ東」に変更された[注釈 19][64]。
  - 11月15日 - 同日から19日まで、横浜赤レンガ倉庫にて「テレ東60祭@なぜか横浜赤レンガ」を開催[65]。
- 2024年（令和6年）4月1日 - 同日にビデオリサーチから発表された同年1月クール[注釈 20]の世帯平均視聴率（関東地区）でゴールデンタイム帯[注釈 21]において、最下位を脱出したことが判明した。過去にも1日単位や週単位での平均視聴率において、民放4位以上にランクインしたことはあるが、1クール[注釈 22]単位では開局以来初めてとしている[66]。

### 社史・記念誌
テレビ東京では、（東京12チャンネル時代に発行した1冊も入れて）以下の7冊を発行している。
- 東京12チャンネル15年史（東京12チャンネル社史編纂委員会・編集）1979年4月発行、104ページ[67][68]。
- テレビ東京20年史（テレビ東京20年史編纂委員会・編）1984年4月発行、129ページ[69]。
- テレビ東京25年史（テレビ東京25年史編纂委員会・編纂）1989年4月12日発行、141ページ[70]。
- テレビ東京30年史（テレビ東京30年史編纂委員会・編纂）1994年4月発行、188ページ[71]。
- テレビ東京史 20世紀の歩み（テレビ東京・編）2000年4月発行、335ページ。
- テレビ東京40年史（テレビ東京・編）2004年4月発行。
- テレビ東京50年史（テレビ東京・編）2014年4月発行。

### ネットワーク構築の歴史
- 1969年（昭和44年）10月1日 - MBSテレビ・中京テレビとネットを構築（当時両局は同じ教育専門だった日本教育テレビ〈中京テレビは日本テレビとの変則で〉とのネットワークが組まれており、事実上のクロスネット局であった）。ちなみに、日本科学技術振興財団テレビ事業本部のみの時代は関東広域独立局という位置付けであった。
- 1973年（昭和48年）11月1日 - 東京12チャンネルが民間放送として開局し、同局が民放5局目のキー局となる。
- 1975年（昭和50年）3月31日 - 朝日放送テレビとの腸捻転解消によりMBSテレビとのネットワークを解消（ただし、MBSテレビ側は既存の東京12チャンネルからのネット番組を番組購入に切り替えた上で、テレビ大阪開局まで放送を継続）。近畿放送・サンテレビと番販ネットを組む。
- 1982年（昭和57年）3月1日 - 初の系列局・テレビ大阪開局に伴いメガTONネットワーク[注釈 23]を設立。近畿放送・サンテレビジョンから移行（大阪府のみ）。
- 1983年（昭和58年）9月1日 - テレビ愛知が開局。メガTONネットワークは一応の完成を見る。
- 1985年（昭和60年）10月1日 - 初の地方フルネット局であるテレビせとうち（岡山・香川）が開局。
- 1989年（平成元年）4月1日 - ネットワーク名を「TXN」に変更。
- 1989年（平成元年）10月1日 - テレビ北海道が開局。
- 1991年（平成3年）4月1日 - TVQ九州放送（当時：ティー・エックス・エヌ九州）が開局し、TXNの日本縦貫ネットワークが完成。

## 番組編成

### 報道（緊急放送）
社会的な大事件が起きても、テレビ東京を含むTXN系列各局は緊急放送（報道特別番組）や選挙速報（選挙特別番組）を放送しないか、放送しても他局より開始が遅れたり短時間であることが多々ある。俗に「テレ東伝説」（ネットスラング）と称されることがあり、「どんな大事件があっても夕刻のアニメをいつもどおり放送する（=通常編成で臨む）」という都市伝説になっており、局の広報・IR部は「そういうふうに見られることは承知しています」と回答している。なお、報道特番を放送する規準について「重要性、視聴者からのニーズなどを総合的に判断して緊急放送に切り替えている」との見解を示している。原因として、他局と比べて人員・取材拠点やニュース素材の相互提供・制作協力をするネット局（TXNネットワーク）が少ないことが挙げられている。
この編成は、時に視聴者から批判の声が寄せられるときもある。一例として、2011年3月11日の東北地方太平洋沖地震（東日本大震災）発生の際には他局より遅れて14:54にスタジオからの緊急放送・CM全面カットの特別編成態勢へ移行したが、通常番組に戻るタイミングが早かったため、約600件の抗議が寄せられた。当時の社長であった島田昌幸が同年3月31日の定例会見で「現場の緊張感が相当高かったため、取材の長期化に備えて少し余裕を持たせたかった」と説明した。
経済に関する重大ニュースについては、NHKを含めても唯一、報道特番を組んだ上で報じる場合がある。一例として日本時間2020年1月8日にレバノンの首都ベイルートにて行われたカルロス・ゴーンの記者会見を放送している。
2000年代中期までは大型選挙特番の場合、早くても21時30分頃から始めるケースが多く、切り上げも他局と比べ早いのが特徴的だった。ただし、2009年以降は『池上彰の選挙ライブ』を開始するなど開始時刻を早めている。
2021年4月、経済ニュース専門の動画配信サービス「テレ東BIZ」を開始した。同サービスは会員制の定額制動画配信ではあるが、経済以外を含む最新ニュースの配信については非会員であっても無料で視聴出来るようになっており、テレビ東京は同サービスを通じて、緊急ニュースや注目の記者会見・インタビューをノーカットで配信するなど、地上波での欠点を事実上カバーしている。

#### 特別番組に切り替えず、通常番組を放送した事例
- 沖縄返還協定調印式（1972年）
- あさま山荘事件（1972年）[注釈 26]
- 三宅島雄山噴火（2000年）

画面の右下に雄山の上空映像を表示する程度だった。
- 宮城県沖地震（2005年8月16日発生）

速報テロップで表示する程度だった。
- 新潟県中越沖地震（2007年7月16日発生）
- チャイナエアライン120便炎上事故（2007年8月20日発生）

『NEWS MARKET 11』内で速報として放送したのみである。
- 岩手・宮城内陸地震（2008年6月14日発生）

『週刊ニュース新書』で第一報を伝えたのみである。
- 三陸沖地震（2012年12月7日発生）

上部に速報テロップ、右下に津波情報テロップを表示しながら継続放送した。
- 平成28年熊本地震（前震）（2016年4月14日発生）

なお、系列局のTVQでは、L字型画面で地震情報を伝えるのみの対応だった。
- 安倍晋三銃撃事件（2022年7月8日発生）

一部番組において放送を中断して、最新情報を伝えた以外では発生当日17時10分から並びに翌日（7月9日）13時28分からの報道特別番組の他、発生当日放送の『ワールドビジネスサテライト』にて詳細を扱ったのみである。

### スポーツ中継

#### プロ野球中継
レギュラーシーズンについては東京12チャンネル時代から、東京オリオンズ（現：千葉ロッテマリーンズ）の主催ゲームなど関東のパ・リーグの試合を中心に放送していた他、2006年には読売ジャイアンツ主催試合を中継する。
日本シリーズについては1970年の第3戦と第4戦、1974年の第5戦を中継している。2003年の第7戦で、29年ぶりのテレビ東京での中継が実現した以降は中継回数も過去より多くなっている。
また、オールスターゲームは、1971年第2戦のみの中継だが、2軍の大会であるフレッシュオールスターゲームは1978年から中断をはさみつつ1998年まで放映した。

#### サッカー中継
1968年、『三菱ダイヤモンド・サッカー』の放送を開始。1970 FIFAワールドカップの試合フィルムとその放映権を獲得し、1974年7月には同年開催の大会の決勝戦を深夜枠で生中継した。
1993年に開幕したJリーグでは、『J-LEAGUE LIVE』として、Jリーグ元年から1998年シーズンまで主に関東地方に所属するホームタウンクラブの主催試合をメインに中継した。1999年シーズンから2003年シーズンまではテレビ東京がスポンサーとなっていたFC東京の主催試合をメインに中継を行っていた。
1993年10月28日には「ドーハの悲劇」と呼ばれるW杯最終予選・日本vsイラク戦を放送し、局の史上最高となる48.1%の視聴率となった。
2018年6月から同年7月に行われた2018 FIFAワールドカップでは同大会の中継を行わなかった。但し、同大会の放映権はジャパンコンソーシアム（NHK・日本民間放送連盟加盟各局）による共同購入だったため、ニュース・情報番組における試合映像の利用は可能だった。
2022年11月から同年12月に行われた2022 FIFAワールドカップでは放映権料の高騰を理由にジャパンコンソーシアムによる共同購入ではなく、放送各局による個別での購入となり、テレビ東京は同大会の放映権を取得しなかったため、2大会連続でFIFAワールドカップの中継を行わなかった。また、ニュース・情報番組での試合映像使用権も購入しなかったため、同大会の模様を報じる際に通信社などの報道機関から購入した写真（静止画）の放映を余儀なくされた。この事について、石川社長は会見の中で「期待されているコンテンツだと思っていますが、我々は商業的メディアという側面もあり、採算、経済合理性も考えなければいけない。他の番組を痛めてまでスポーツを放送するためにお金や人材も含めて回す必要があるのかどうかという総合的な判断です」と答えている。

#### 格闘技中継
プロレス
世界のプロレスを1960年代の『プロレスアワー』や『世界のプロレス』にて紹介。日本国内では国際プロレスに始まり、SWS、第一次UWF等を中継。女子プロレス中継もしていた。
プロボクシング
1970年代より、ヘビー級のモハメド・アリやラリー・ホームズ、マイク・タイソン、中量級では、マービン・ハグラー、シュガー・レイ・レナード、トーマス・ハーンズ、ロベルト・デュランなど、数多くの世界タイトルマッチを衛星生中継していた日本で唯一のテレビ局だった。この中継でジョー小泉が解説者としてデビューしている。その後、世界タイトルマッチの権利をWOWOWが獲得してから中継が減り、2000年代には「ボクシング・グランプリ2007」や大晦日の世界戦中継などを放送していたが、2017年を最後にボクシング中継は行われていない。
その他格闘技
2005年にはUFCの中継を始め、2010年4月8日には地上波初のプライムタイム中継を行った。
日本の団体では、CAGE FORCE、戦極、K-1のレギュラー番組があった。女子格闘技も『激突!女子格闘技大戦争』等のタイトルで中継した。

#### モータースポーツ中継
『タミヤRCカーグランプリ』やロードレース世界選手権中継（テレビ大阪製作）、『モーターランド』（後期はテレビ愛知制作）などを放送し、21世紀以降は『SUPER GT+』、『AXEL』を始め、世界ラリー選手権やダカール・ラリー、鈴鹿8耐（テレビ大阪製作）などのダイジェスト番組などを放送していたが、2022年3月末で『SUPER GT+』が終了。それ以降は、モータースポーツ関連の番組は途絶えている。

#### その他のスポーツ中継
近年は卓球に力を入れており、世界卓球選手権（2005年から）や、ジャパンオープンといった国際大会を中継している他、卓球をテーマとしたバラエティ番組である『テレ東卓球塾』を2023年8月まで放送していた。
ゴルフは、全米プロ選手権（2021年まで）などの試合中継のほか、プロゴルファーによるレッスン番組を放送し続けている。
公営競技については、1970年4月から土曜日の関東地区の中央競馬中継（『土曜競馬中継』→『ウイニング競馬』）を行っている。また、競輪祭など競輪の主要レースを中継。2011年までは競艇も中継していた。
他にも「ラグビーワールドカップ2003」の録画中継や「全仏オープンテニス」がある。
かつては東京箱根間往復大学駅伝競走（箱根駅伝）の中継も1979年から行っていた。しかし、当時は放送技術などの問題があり、一部区間（特に箱根山岳部）からの生中継が困難だったことから、復路の一部と東京・大手町のゴール地点からの中継のみに留まった。1987年から日本テレビが箱根駅伝の中継（『新春スポーツスペシャル箱根駅伝』）を行うことになり、同大会の共同主催者で日本テレビの親会社でもある読売新聞社（現：読売新聞グループ本社）からの要請もあり、同中継の放映権を譲渡したため、終了した。
変わったところでは、1972年 - 1975年の『日米対抗ローラーゲーム』や、1975年4月から2年間の『勝ち抜き腕相撲』がある。
『世界卓球』などのスポーツ中継などは積極的に力を入れているが、報道「緊急放送」時とは異なり、日本勢・日本人の注目する試合などは通常編成から急遽スポーツ中継に切り替えられるケースがある。試合延長時には延長オプションなどを設けず、最後まで完全中継する傾向がある。後続の通常の番組編成に大きく影響し、状況によっては通常番組が大幅繰り下げ・番組休止（翌週に延期）される場合がある。
なお近年、ゴルフの「全米女子オープン」の放映権を2020年をもって撤退した他、「全米プロ選手権」「全仏オープンテニス」も2021年をもって放映権から撤退するなど、海外開催のゴルフ・テニスの試合中継が行われなくなっている。国内スポーツでも『柔道グランドスラム東京』が2023年大会で放送権から撤退しており、コロナ禍以降はスポーツ中継の見直し等が行われる状況が続いている。

### ドラマ
開局当初はお色気路線を敷き、『ハレンチ学園』や『プレイガール』といった作品が人気を博した。時代劇では『大江戸捜査網』が14年に亘って放送され、リメイク版も制作されている。1981年からは毎年正月に『新春ワイド時代劇』を放送していた（2016年まで）。
『モテキ』（2010年7月期）のヒットを契機に深夜ドラマ枠が増え始め、2022年4月期にはドラマ枠が週9本（ゴールデン帯の金曜8時のドラマを含む）に拡大しており、民放キー局では最多となっている。ドラマ枠が少なかった頃はドラマ制作志望で入社した社員もバラエティ部門に配属されていたが、枠拡大に伴いそちらでキャリアを積んできた社員がドラマ部門に移籍しプロデューサーを務めるようになっている。更には『孤独のグルメ』の成功を受け、『きのう何食べた?』などのテレビ東京が得意とするグルメバラエティをドラマに応用した作品も目立っている。2023年現在、テレビ東京ではドラマ制作において制作局ドラマ室とコンテンツ事業局ドラマプロデュース部の2つの異なる部署が存在する。
アニメによく見られる製作委員会方式を取り、パッケージビジネスのほか配信サービスへの販売や、イベント収入などで利益を上げている。

### アニメ・特撮
アニメも重点分野の一つで、『ポケットモンスター（ポケモン）』『NARUTO -ナルト-』『SPY×FAMILY』などがヒットした。自局や系列局での放送だけでなく、2009年にはアニメ局を設立し、国内外へ番組コンテンツや関連商品を販売するライツ事業も展開している。自社の収益拡大だけでなく、日本のアニメ関連産業の経済的パイを拡大して、人材の待遇向上につなげることも意図している。
深夜アニメに関して、後発局のTOKYOMXやBS11に抜かれたものの、四大系列の地上波キー局と比べ、依然として放送数が多い(全日帯および深夜帯を併せて)。
断続的ではあるものの、特撮作品も積極的に制作しており2011年以降は『ウルトラシリーズ』の制作をTBS系列から引き継いだ。また『快傑ズバット』『スパイダーマン』『超光戦士シャンゼリオン』など、カルト的人気を博した作品も多い。2017年から2022年までは女性ヒロインによる『ガールズ×戦士シリーズ』を制作していた。

### バラエティ
実験的・挑戦的な番組を多数送り出しており、短期間で打ち切りになった番組も多い一方で『三波伸介の凸凹大学校』『対決!スーパーカークイズ』『開運!なんでも鑑定団』『元祖!大食い王決定戦』などの人気番組もある。
紀行・旅行番組を得意としており、『土曜スペシャル』『いい旅・夢気分』のみならず、『ローカル路線バス乗り継ぎの旅』シリーズや『出川哲朗の充電させてもらえませんか?』などの番組も生み出している。

## 視聴率
1964年4月12日から2024年12月31日までの各年最高世帯視聴率（全て関東地区・ビデオリサーチ調べ） 
※年によって欠落がある。
| 年度 | 番組名                                                                        | 放送日時                    | 視聴率 |
| ---- | ----------------------------------------------------------------------------- | --------------------------- | ------ |
| 1967 | 土曜ナイター サンケイ×巨人                                                    | 8月5日（土）19:00 - 22:30   | 15.5%  |
| 1968 | 女子プロレスリング世界選手権 ファビュラス・ムーラ×小畑千代                    | 11月21日（木）19:30 - 20:00 | 22.4%  |
| 1969 | 日曜劇場 四谷怪談                                                             | 7月6日（日）21:00 - 22:30   | 17.8%  |
| 1970 | ハレンチ学園                                                                  | 10月8日（木）19:30 - 20:00  | 28.4%  |
| 1971 | プロボクシング 世界フェザー級タイトルマッチ 西城正三×フランキー・クロフォード | 2月28日（日）20:00 - 21:26  | 34.9%  |
| 1972 | 世界ヘビー級15回戦（再）モハメド・アリ×マック・フォスター                     | 4月1日（土）19:00 - 19:56   | 23.6%  |
| 1973 | 金曜スペシャル 裸の大陸                                                       | 6月29日（金）21:00 - 21:56  | 23.2%  |
| 1974 | プロボクシング WBA世界フライ級タイトルマッチ チャチャイ・チオノイ×花形進      | 10月18日（金）19:35 - 20:55 | 16.7%  |
| 1975 | プロボクシング 世界フライ級タイトルマッチ 花形進×エルビト・サラバリア         | 4月1日（火）21:00 - 22:25   | 25.2%  |
| 1976 | プロ野球 ヤクルト×巨人                                                        | 5月8日（土）19:06 - 20:54   | 17.4%  |
| 1977 | 快傑ズバット                                                                  | 3月9日（水）19:30 - 20:00   | 15.5%  |
| 1978 | 独占生中継 17年ぶりの隅田川花火大会                                           | 7月29日（土）19:00 - 20:48  | 22.1%  |
| 1979 | 金曜スペシャル 隠しカメラだ大成功 温泉に裸女のドッキリ編 お待たせ第2弾        | 9月7日（木）21:00 - 21:54   | 22.6%  |
| 1980 | 日曜ビッグスペシャル 東西お笑い大激突 輝け'80日本漫才大賞                     | 12月28日（日）20:00 - 21:54 | 21.9%  |
| 1981 | 金曜スペシャル がんばれ裕次郎 病気なんかぶっ飛ばせ!                           | 5月8日（金）21:00 - 21:54   | 20.9%  |
| 1993 | ワールドカップサッカーアジア地区最終予選 日本×イラク                          | 10月28日（木）22:00 - 24:15 | 48.1%  |
| 1994 | サッカーJリーグチャンピオンシップ第1戦 鹿島アントラーズ×ヴェルディ川崎        | 1月9日（日）13:00 - 15:14   | 24.1%  |
| 1996 | 開運!なんでも鑑定団                                                           | 6月11日（火）21:00 - 21:54  | 23.7%  |
| 2003 | 2003プロ野球日本シリーズ ダイエー×阪神 第7戦                                  | 10月27日（月）18:00 - 21:48 | 20.0%  |
| 2009 | 開運!なんでも鑑定団                                                           | 3月10日（火）20:54 - 21:54  | 18.9%  |

## 社屋・スタジオ

### 六本木本社（現：六本木グランドタワー）

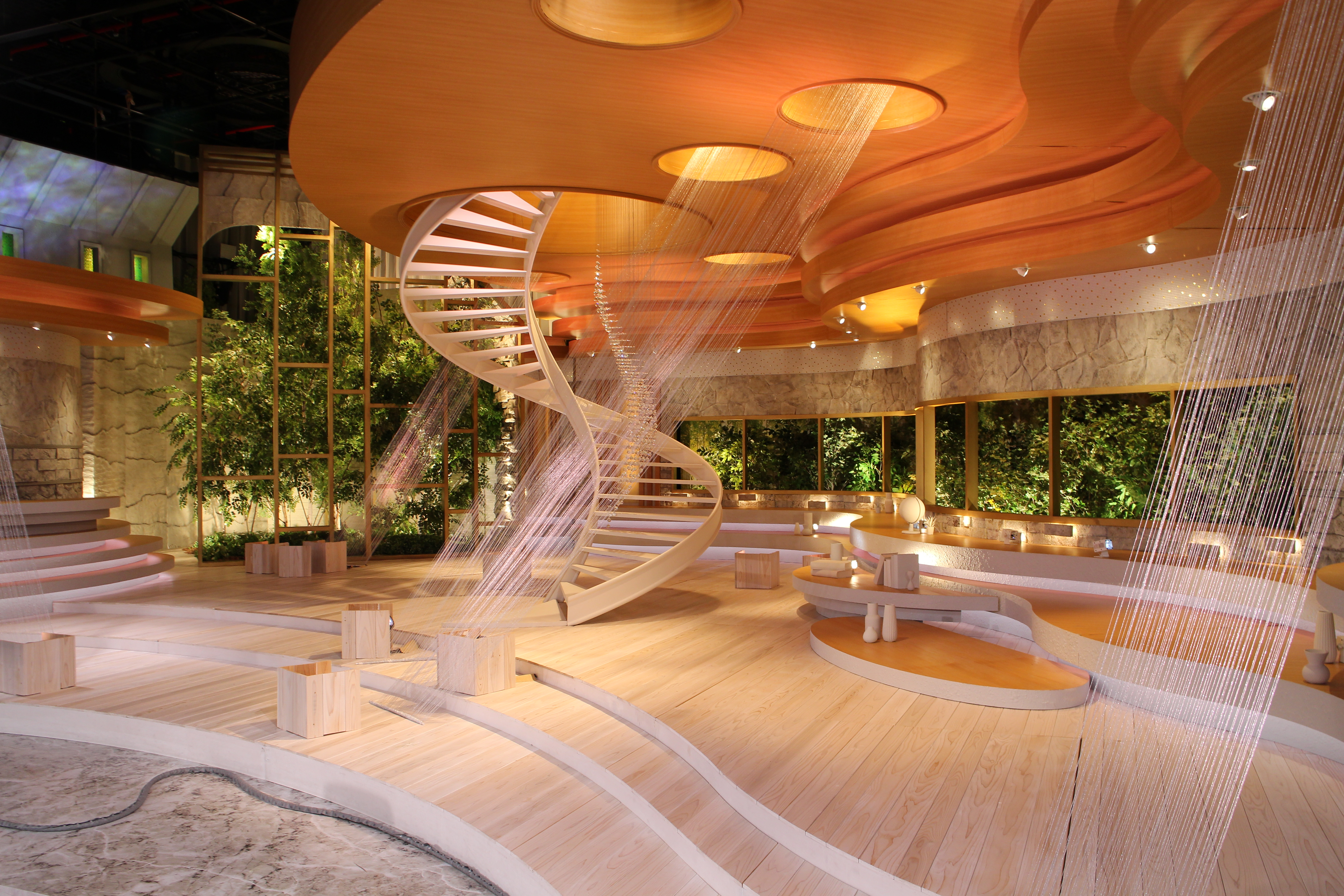
第3スタジオ
（バーチャルプロダクション導入前）

2016年11月7日に新本社からの放送を開始した。本社にある4つのスタジオはすべて生放送、収録双方に対応している。
- 第1スタジオ（1F/200坪） - 汎用スタジオ（グランドスタジオ）。バラエティ番組、大型番組などの収録での使用が多い。
＜主な使用番組＞『ありえへん∞世界』『有吉ぃぃeeeee!』『日本作詩大賞』（毎年11月下旬 - 12月中旬）、『池上彰の選挙ライブ』など。
- 第2スタジオ（4K対応、1F/100坪）汎用スタジオ。
＜主な使用番組＞『おはスタ』（一時期は第4スタジオを使用[118]）など。
- 第3スタジオ（10F/120坪） - 報道スタジオ。このスタジオにはバーチャルプロダクションシステムが導入・運用されており、一般的な美術セットを使用する定時ニュースや平日夜のスポーツニュースを除き、基本的にこのシステムを用いて番組制作が行われている。
＜主な使用番組＞『ニュースモーニングサテライト』『昼サテ』『ゆうがたサテライト』『WBS』『TXNニュース』のほか、スポーツニュース番組（『スポーツ リアライブ』『サタデーナイトJ』）など。かつて放送されていた『MORNING CHARGE』では同スタジオ内にクロマキーパネルを設置し、バーチャルセットを用いて放送していた。
- 第4スタジオ（10F/110坪） - 汎用スタジオ。
＜主な使用番組＞『日経モーニングプラスFT』『NIKKEI NEWS NEXT』など。

#### 移転までの経緯
新規事業の拡大およびマスター（主調整室）機器の更新を理由に、2012年に同局としては約30年ぶりとなる本社機能の移転を発表した。虎ノ門にある旧本社から西に約500mほど離れた「港区六本木3丁目東地区第1種市街地再開発事業」（六本木プリンスホテル・日本IBM旧本社跡地）の一環として、住友不動産が同地区内に建設した住友不動産六本木グランドタワー内に新スタジオ・マスター設備（地上波・BSの放送設備を一体化した統合マスター）を構築した新本社に移転した。また、本社周辺に分散している関連会社も含めたオフィス機能を集約し、業務の効率化を図る。当初は2015年秋の移転を予定していたが、着工の遅れにより2016年秋に順延された。移転に伴う費用は総額180億円程度を見込んでいた。なお、虎ノ門にある旧本社には、一部の機能を残すことにしている。
この本社移転の背景には2000年12月1日に開局・稼働していたBSジャパン（現：BSテレ東）の主調整室、及び2004年3月22日に稼働のテレビ東京の主調整室（地上アナログ・地上デジタル統合マスター）がそれぞれ更新時期になっていたが、神谷町（虎ノ門）社屋で主調整室の設備を更新する場合、スペースの問題に加え、電源容量が問題となって難しいと判断したためと、近年では神谷町（虎ノ門）社屋のみならず、近くの3つのテナントビルで業務をしなければならず、非効率になっていたという。また、地上波・BSの放送設備を一体化した統合マスターを選択したことについても、同じく、スペースの問題に加え、主調整室の電源容量が問題となって、難しいと判断したため、地上波・BS統合マスターとして構築した。
2016年8月より順次移転が行われ、同月15日に広報や営業の部署が、29日には報道局、スポーツ局、送出マスター以外の機能、部署が新本社に移転した。この他、グループ会社のテレビ東京ホールディングスとBSジャパンの本社も新本社に移転した。全面移転は2016年11月7日で、旧本社からの最後の番組は、11月7日0時30分から0時35分までの『TXNニュース』だった。その後、放送休止の間に旧本社から新本社へのマスター（主調整室）の切り替え作業を行った。同日5時45分から全ての本社機能を神谷町から六本木に移し、同日の『ニュースモーニングサテライト』より新本社からの放送を開始した。11月7日より分散していた制作拠点が集約されたが、関連会社はテレビ東京ホールディングスとBSテレビ東京以外新本社に入居していない。新本社は神谷町旧本社と同じで他キー局のような見学スペースは用意されていないが、物販コーナーはタリーズコーヒーとのコラボで12月17日にオープンした。
テレビ東京は六本木グランドタワーの1階（地下3階）から3階（地下1階）のスタジオフロア、10階から14階のオフィスフロアにテナントとして入居している。新本社の入口は2か所あり、4階（地上1階）の一般入口の他に、3階（地下1階）の地下駐車場内にタレント、番組出演者向け専用の入口があり、同じ3階にはタレントクロークや楽屋がある。この専用入口は地下にある1スタ、2スタ向けに作られた専用の入口となっている。

#### 各スタジオ概説
新本社には、現在と同じ第1スタジオから第4スタジオが設置されている。特に、第2スタジオはソニー製の4K対応の放送機材が採用され、4K撮影に対応したスタジオになっている。また、旧虎ノ門社屋の場合は旧第3スタジオと旧第4スタジオがニュース番組専用スタジオとして別々に運用されていたが、この新社屋は第3スタジオがニュース番組専用に集約され、第4スタジオが、スポーツニュース、生放送の情報番組、バラエティ番組専用のスタジオとして構築された。
第1・2スタジオは地下（1階から3階）に設置されているが、第3・第4スタジオは一般のオフィスフロア（10階）に設置しているため天井が低く、第3スタジオで放送する定時ニュース番組ではバーチャルに対応することで天井を高く見せる演出をしている。また、全てのスタジオでLED照明が導入されている。
この他にも、予算の都合から社屋内の会議室に背景などをセットすることにより即席のスタジオとすることもある。『YOUは何しに日本へ?』『ウソのような本当の瞬間!30秒後に絶対見られるTV』など。
2017年5月上旬にテレビ東京旧本社の1スタと2スタのリニューアル工事が終わり、5月8日より再びスタジオの運用が始まった。これに伴い、『なないろ日和!』や『よじごじDays』など一部の生放送番組のスタジオが六本木から神谷町に移動した。

### 虎ノ門本社（現：日経虎ノ門別館・テレビ東京神谷町スタジオ）
1985年12月12日より運用を開始し、2016年11月6日までテレビ東京の本社として運用されていた。その後、オフィスフロア、3スタ、4スタ、7スタを撤去し、社屋のテレビ東京のロゴや入口付近にあった時計やオブジェなども撤去。また、大型スタジオの1スタ、2スタの改修工事を行い、2017年5月8日からはスタジオフロアをテレビ東京神谷町スタジオとして使用。オフィスフロアには2017年8月、日経BP社の本社が移転・入居した。また、オフィスフロアにはテレビ東京の関連会社が入居している。
- 第1スタジオ（4K対応、1F/200坪） - 歌番組などの大型番組が主体。『日本作詩大賞』（11月最終日曜日）や『ペット大集合!ポチたま』『池上彰の総選挙ライブ』など。
- 第2スタジオ（1F/130坪） - 生放送番組などが主体。『なないろ日和!』『よじごじDays』で使用。かつては『おはスタ』『ものスタ』や『レディス4』（→『L4 YOU!』）、『田勢康弘の週刊ニュース新書』などでも使用されていた。

### 外部スタジオ
- 日経スタジオ - 日本経済新聞東京本社内にある。2009年の本社移転までは、テレビ東京の関連会社である日経映像が保有し、『株式ニュース』などで使用していた。本社移転後は同本社内のスタジオを日経CNBCが全面使用する形となり[注釈 43]、現在は『Mナビ』の全編や『昼サテ』内包コーナーをここから放送している。
- ニューヨークやワシントンなど海外支局スタジオ - これに伴い、ニューヨーク支局には常駐の局社員アナウンサー・キャスターが在籍しており[注釈 44]、不定期で人事異動によりニューヨークへ異動の可能性がある。

過去に使用されていた外部スタジオ
- スタジオアルタ - 1980（昭和55）年4月開業、2016（平成28）年3月閉鎖（建物自体は2025（令和7）年2月28日閉館）
同所にフジテレビと共に出資しており、同所に併設されていたテレビスタジオではテレビ東京制作番組の生放送や収録も行われていた。
- テレビ東京・三越銀座スタジオ - 1982（昭和57）年7月運用開始、閉鎖時期不明。
同所は銀座三越の別館（2025年現在は「銀座三越新館」に改築されている）にあったテレビスタジオ「銀座テレサ」（TBSが三越と使用契約を結び、生番組を中心に使用していた）を、TBSとの契約終了・退去後に改装し使用していたスタジオであり、テレビ東京との契約締結後、スタジオ名称を改めて運用していた。運用開始当初は『レディス4』の生放送にも使用していたほか、その後は平日夕方の若者向けバラエティ『ヤングTOUCH』（1982（昭和57）年10 - 12月）の生放送などにも使用した。

### 過去に使用されていたスタジオ

#### 虎ノ門本社（現：日経虎ノ門別館・テレビ東京神谷町スタジオ）
- 第3スタジオ（70坪） - 報道系ワイド番組専用スタジオ。2016年11月上旬までは『ワールドビジネスサテライト』『追跡LIVE!Sports ウォッチャー』『NEWSアンサー』『モーニングチャージ!』などで使用。

かつては、『こちら経済編集長』（BSジャパン）や『E morning』等の報道番組、情報バラエティ『DONDONウイークリー・会議中ですよ』（1989年4月 - 9月、土曜13:30）、鉄道情報番組『レール7』、開始当初の『おはスタ』（『スーパーライブ』の部分のみ）等、報道番組とは直接関係のない番組も収録されていた。
- 第4スタジオ（35坪） - 定時ニュース専用スタジオ。2016年11月上旬までは『ニュースモーニングサテライト』『Mプラス』『ニュースブレイク』『TXNニュース』などで使用。

稼働当初は、報道局側との壁がないオープンスタイルで、『メガTONニュース』（後の『TXNニュース』）、『テレビ東京ニュース』の他は、平日早朝の『ビジネスマンNEWS』の一部で使用される程度であったが、『ワールドビジネスサテライト』（WBS）開始に伴い、スタジオ設備が若干補強され、WBS放送時のみセットが設置された。後に完全密閉型スタジオに改装された（後述）。
- 多目的スペース（1F/30坪） - 愛称：7スタ。『7スタライブ』『NIKKEI×BS LIVE 7PM』→『BSニュース 日経プラス10』（BSテレ東）などで使用。

在京民放局の「本社」としては、2004年3月から2016年10月までは最古の建物だった。テレビ東京の旧本社は1985年12月に、港区芝公園の初代本社（東京タワースタジオ→東京タワーメディアセンターとして現存）から移転の上、業務を開始している。社業の拡張にともない、移転直前時点での本社は手狭となっており、日経電波会館に隣接するビルに「てれとプラザ」と称する分室を保有しており、会議等に使用していた。

##### 各スタジオ概説
スタジオ数や面積や運用形態は、以前の芝公園の初代社屋を大方踏襲したものとなっており、基本的に第1・2スタジオが汎用スタジオとして使われ、第1スタジオはパッケージ番組が中心、第2スタジオは平日の帯番組や小規模収録番組が中心の運用となっていた。
また、報道局に隣接する格好の第3・4スタジオは報道番組およびスポーツニュースが中心の運用となっている。第3スタジオは情報系番組の生放送や収録が行われていたこともあった（先述）。当初は第4スタジオの稼働率が低いことを想定し、第3副調整室（3サブ）で第3スタジオと第4スタジオを駆動させていた（第4副調整室には第4スタジオ用の調光卓のみが設置されていた）。第4スタジオは運用開始当初報道局側に壁のないオープンスタイルだったが、後に完全密閉型のスタジオへ改装。この際、第4スタジオの稼働率を上げる目的から、新たに第4副調整室（4サブ）を整備して分離した。しかし、VTR編集設備を増強するに伴い、スペースを確保する必要性から4サブを廃止・撤収してVTR編集室に改装、再び3サブで3スタと4スタを駆動する形に移行した。なお3サブ内には「CG制作室」が併設されている。2008年秋改編で定時ニュース以外の4スタ収録の番組が3スタへ集約されたが、スタジオセットはそのまま残され、2009年春から再び使用している。
2000年、他の在京民放キー局に先駆けて虎ノ門本社の全スタジオ設備をハイビジョン収録に対応した。系列BS局であるBSジャパン（2000年12月開局）がハイビジョンによる地上波サイマル放送を計画していた為で、下記の天王洲スタジオも同様の理由で整備した。地上デジタル放送開始6ヶ月前の2003年6月の時点でもテレビ東京で放送する全番組の3割がハイビジョンで制作されている。いずれのスタジオもハイビジョン（HD）収録対応だがSD（従来の標準画質）収録も可能。なお、ニュース番組のテロップ表示はごく一部（『ワールドビジネスサテライト』などの画面右上のヘッダ表示など）を除き、長らくSD仕様をアップコンバートしたものが使われていたが、2011年9月下旬頃からすべてHD仕様に変更された（フォント自体は変更無し。NHKと他の在京民放キー局では既にHD仕様となっている）。
2010年10月、本社1階の旧喫茶スペースであった場所にオープンスペース・7スタが完成（“7スタ”は地上デジタルのチャンネル番号にちなんだ愛称であり、第7スタジオという訳ではない）。元々外が見える喫茶スペースであった点を生かし、壁が全面ガラス張りで建物外からスペース内の様子が見える。放送スタジオというよりは、放送も出来る多目的スペースという扱い（副調整室は中継専用のリモートサブを使用）。テレビ東京が現本社に移転してから初の建物外部から内部の様子が見えるオープンスタジオだったが、本社移転に伴い2016年11月6日で運用を終了し、わずか6年で7スタの使用を終了した。
旧本社1階の受付ロビーには3つのモニターがあり左から地上波の放送画面、「ZOOM UP」と書かれたプロモーションとみられる画面、BSジャパンの放送画面が映し出されていた。他キー局のような見学スペースや物販コーナーは用意されていなかった。2016年11月7日に全ての部署が新本社に移転した。
1スタと2スタは、引き続き神谷町スタジオとして使用される。さらに日経BP社の本社が移転する計画があり、2017年8月に移転した。2017年時点、社屋に取り付けられていたテレビ東京のロゴマークは全て取り外されており、正面玄関右横の大型看板や正門のオブジェ・時計台なども全て撤去されている。なお、この時計台は1991年に設置され、当初はからくり時計としての機能があり、服部セイコー製の汎用型兵隊からくり時計「マーチングバンド」が導入されていた。正時になると道路側に面した時計部分が後退してマーチングバンドの人形が行進したり、時計左右の赤と青のパネルが回転してそこからもマーチングバンドの人形が現れる仕掛けがあった。しかし、六本木への移転時点でからくりの仕掛けはいずれも機能しなくなっていた。また、時計上部には「12」ロゴのオブジェがあり、からくり時計用のスピーカーも内蔵されていたが、後にスピーカーごと撤去されて「digital7」マーク付きのプレートに変更された。六本木への移転時点では「digital7」マークがナナナのイラストに差し替えていた。

## 情報カメラ設置ポイント
●はHD対応
現在
- 東京都
  - 六本木（仙石山森タワー屋上）●
  - 渋谷●
  - 築地●
  - 東京駅（東京国際フォーラム）●
  - 東京スカイツリー（地上240m地点）● - 2012年3月8日より運用開始。NHK・他キー局より100m以上低い位置にある[129]。
  - 羽田空港
- 神奈川県
  - 横浜（スターホテル横浜屋上）●
  - 鎌倉（鎌倉プリンスホテル）●
- 千葉県
  - 成田空港●
- その他
  - 静岡市（JR静岡駅前・葵タワー） - 東海地震などを想定して設置。ニュース番組などで適宜使用されるが頻度は低い。

過去
- 皇居前（パレスホテル屋上）● - かつて、『レディス4』のOP・ED・CM入り前などによく使われていたが、パレスホテルの一時休館に伴い2009年1月下旬に撤去。
- 虎ノ門（日経虎ノ門別館[注釈 47]屋上）（鉄塔最上部）●
- 芝公園（東京タワースタジオ）● - 2009年1月下旬に設置。

## 主な送信所・中継局

### デジタル放送
- 呼出符号：JOTX-DTV
- 呼出名称：テレビ東京デジタルテレビジョン
- リモコンキーID：7

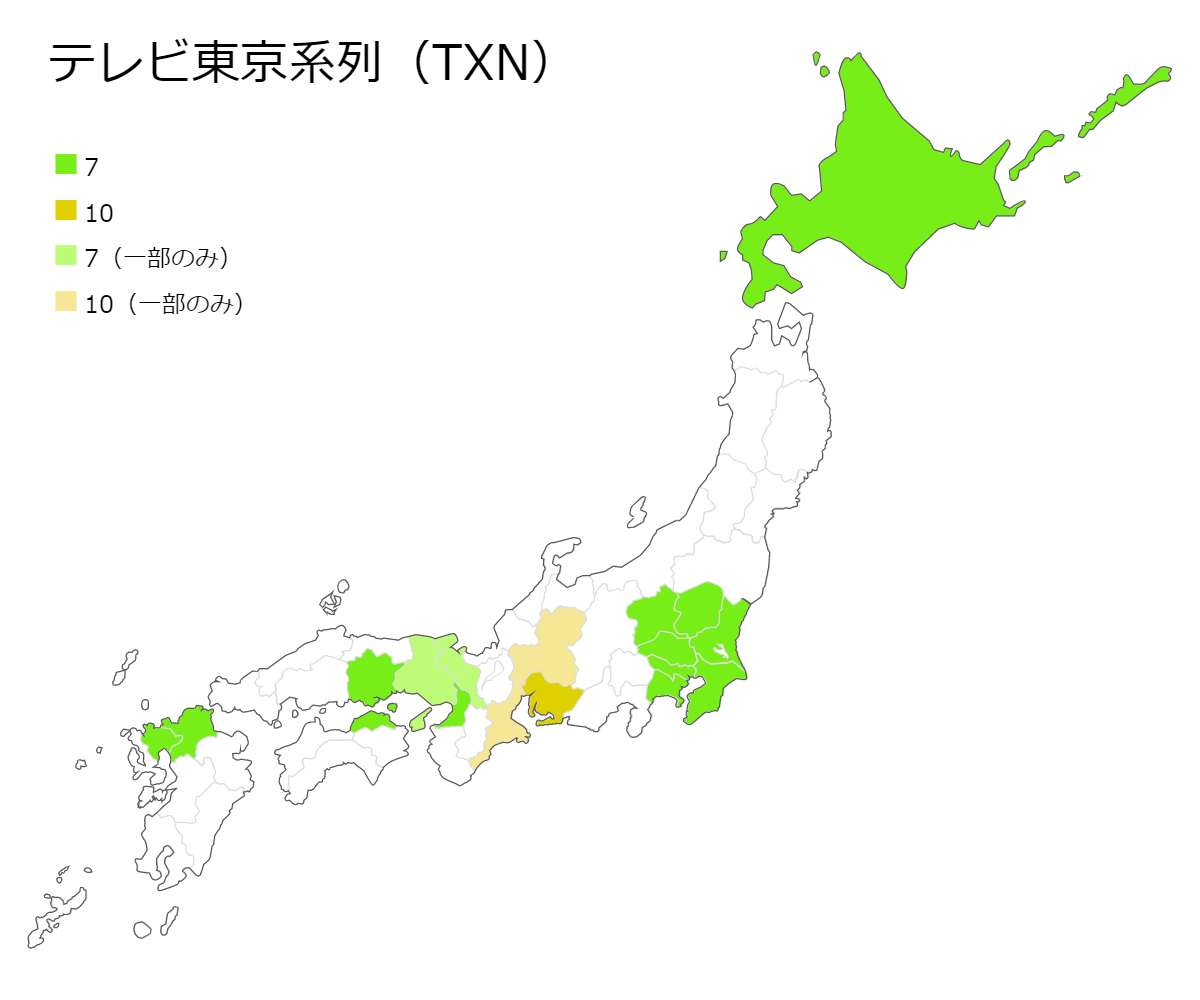
テレビ東京系列のリモコンキーID地図

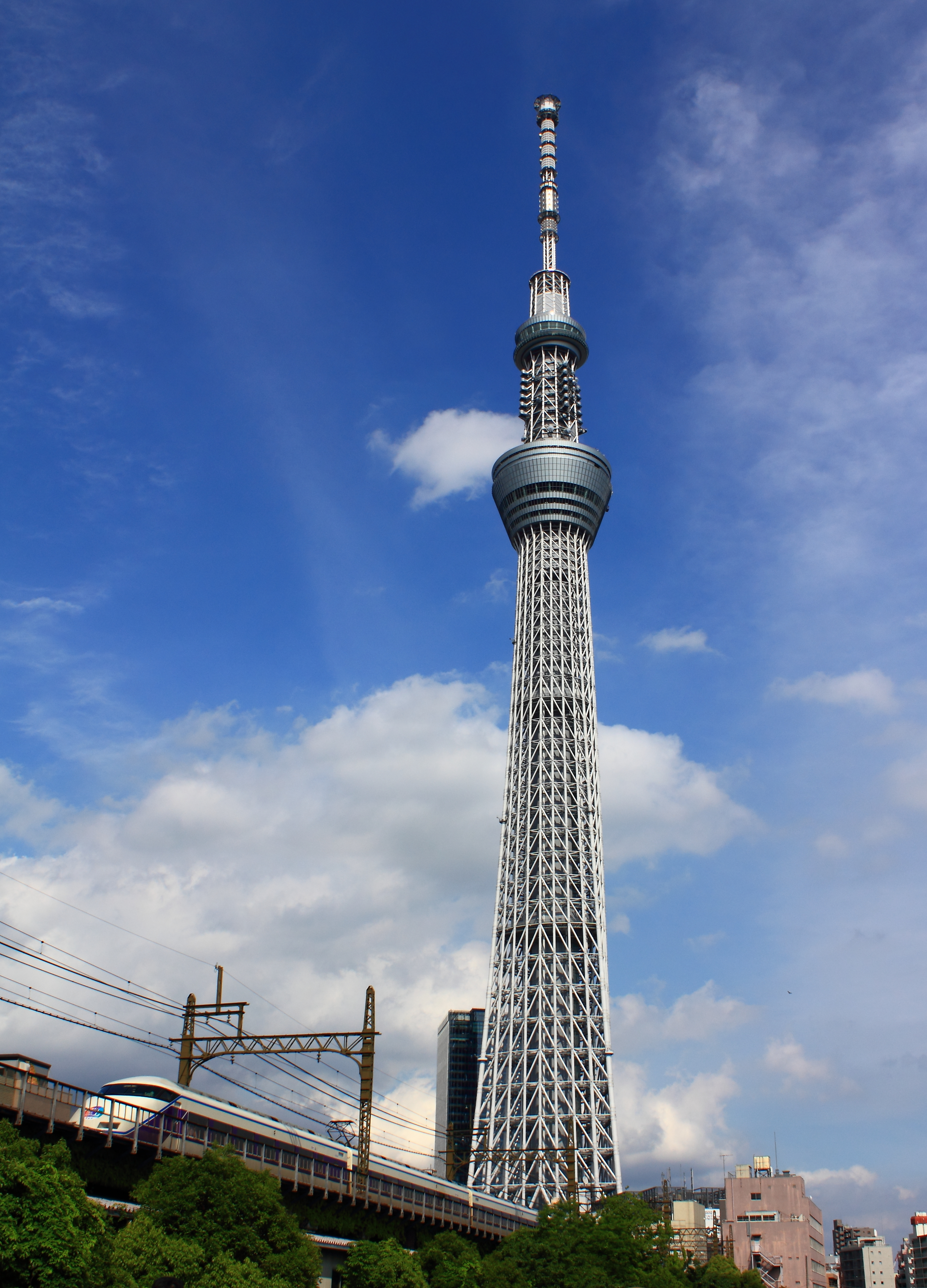
現在の送信所である東京スカイツリー

- 3桁：071、072、073、077（臨時用）、671（ワンセグ用）。
- 東京都
  - 東京スカイツリー 23ch 10kW[130]
  - 新島 23ch 30W
  - 伊豆大島 51ch 1W
  - 八丈 39ch 10W
  - 青梅沢井 23ch 0.3W
  - 八王子 23ch 3W
  - 新島本村 23ch 0.01W（垂直偏波）
  - 八王子上恩方 40ch 0.01W
  - 鶴川 44ch 1W
  - 小仏城山 44ch 3W
- 茨城県
  - 水戸 18ch 300W
  - 日立 18ch 3W
  - 十王 18ch 3W
  - 常陸大宮山方 23ch 3W
  - 常陸鹿島 23ch 3W
  - 日立神峰 23ch 0.3W
  - 竜神平 23ch 1W（垂直偏波）
  - 北茨城 46ch 1W
  - 奥久慈男体 23ch 1W
  - 大子 18ch 0.3W
  - 里美 18ch 1W
  - 御前山 23ch 3W
  - 水府 18ch 1W
  - 笠間 43ch 3W（垂直偏波）
  - 岩瀬 23ch 1W
  - 那珂湊 23ch 0.05W
  - 八郷 18ch 1W（垂直偏波）
- 栃木県
  - 宇都宮 18ch 100W
  - 矢板 18ch 10W
  - 足利 23ch 3W
  - 今市 23ch 10W
  - 馬頭 23ch 1W（垂直偏波）
  - 日光清滝 44ch 0.3W（垂直偏波）
  - 鹿沼 37ch 1W
  - 足尾 45ch 1W
  - 那須伊王野 23ch 0.3W
  - 日光広久保 30ch 0.01W
  - 黒羽中野内 23ch 0.01W（垂直偏波）
  - 烏山神長 23ch 0.01W（垂直偏波）
  - 南那須志鳥 23ch 0.01W
  - 黒羽川上 43ch 0.01W
- 群馬県
  - 前橋 45ch 100W
  - 沼田・水上 23ch 5W
  - 吾妻 29ch 1W
  - 沼田利根 23ch 1W（垂直偏波）
  - 下仁田 23ch 3W
  - 桐生 23ch 3W
  - 草津 18ch 1W
  - 片品 18ch 1W
  - 川場 23ch 0.1W
  - 沼田発知 18ch 0.3W
  - 桐生梅田 40ch 0.1W（垂直偏波）
  - 嬬恋田代 44ch 0.1W
  - 沼田沼須 18ch 0.3W
  - 倉渕 18ch 3W
  - 妙義 38ch 1W
  - 横川 23ch 0.3W
  - 嬬恋干俣 44ch 0.1W（垂直偏波）
  - 片品東小川 18ch 0.01W
  - 子持小川原 18ch 0.01W
  - 利根大原 23ch 0.01W（垂直偏波）
  - 白沢 18ch 0.3W
  - 松井田上増田 18ch 0.01W
- 埼玉県
  - 児玉 23ch 3W（垂直偏波）
  - 秩父 23ch 10W
  - 小鹿野 61ch 1W
  - 鬼石 44ch 0.3W（垂直偏波）
  - 秩父定峰 50ch 0.01W（垂直偏波）
  - 秩父栃谷 50ch 0.01W（垂直偏波）
  - 風布 23ch 0.01W
  - 飯能上赤工 44ch 0.01W
  - 横瀬根古谷 50ch 0.04W（垂直偏波）
  - 飯能原市場 44ch 0.01W
- 千葉県
  - 銚子 23ch 10W
  - 東金 23ch 10W
  - 大多喜 23ch 3W
  - 君津 23ch 3W（垂直偏波）
  - 長南 18ch 1W
  - 市原加茂 31ch 1W
  - 勝浦 23ch 10W
  - 館山 23ch 3W（垂直偏波）
  - 小見川 23ch 3W
  - 佐原 23ch 3W
  - 下総光 23ch 3W
  - 丸山 31ch 0.3W
  - 勝浦総野 31ch 0.3W
  - 鴨川 31ch 1W
- 神奈川県
  - 平塚湘南平 23ch 100W（垂直偏波）
  - 真鶴・小田原 49ch 10W
  - 南足柄 44ch 1W
  - 湯河原 44ch 0.1W（垂直偏波）
  - 愛川 50ch 1W
  - 箱根湯本 44ch 0.1W（垂直偏波）
  - 横須賀武 44ch 1W（垂直偏波）
  - 相模湖 23ch 0.3W
  - 仙石原 44ch 0.3W（垂直偏波）
  - 山北 23ch 0.3W
  - 津久井 44ch 0.3W（垂直偏波）
  - 久里浜 52ch 0.3W（西方向：垂直偏波）
  - 逗子 44ch 1W（東方向：垂直偏波）
  - 秦野 44ch 1W（垂直偏波）
  - 横須賀鴨居 44ch 0.1W
  - 湯の沢 28ch 0.01W
  - 笹下 23ch 0.1W
  - 釜利谷 41ch 0.1W （垂直偏波）
  - 秦野菩提 39ch 0.05W
  - 中井 44ch 0.1W
  - 戸塚 23ch 1W
  - 鎌倉 44ch 0.3W
  - 衣笠 44ch 1W
  - 大船 44ch 1W （垂直偏波）
  - 箱根強羅 43ch 1W
  - 小田原東 49ch 3W
  - みなとみらい 50ch 3W （南西方向：垂直偏波）
  - 藤野 50ch 0.3W

### アナログ放送
2011年7月24日廃局。
呼出符号：JOTX-TV
呼出名称：テレビ東京
中継局の数は1980年前後までは他キー局に比べて非常に少なく（1966年の経営危機、放送時間短縮以降は数年間、中継局開設は見送られ、その後も開設のペースは遅かった）、テレビ東京に社名変更して数年たってようやく同数程度の数になった。
- 東京都
  - 東京タワー 12ch 50 kW
  - 大井町 78ch 50 mW（SHF）
  - 八王子 62ch（アナアナ変換前61ch）10W
  - 多摩 59ch（アナアナ変換前18ch） 200W
  - 新島 62ch 300W（垂直偏波）
  - 三宅島 12ch 10W（垂直偏波）
  - 八丈島 12ch 30W
  - 父島 61ch 10W
- 茨城県
  - 水戸（千波町） 32ch 30W（垂直偏波）
  - 日立（風神山） 62ch 100W
  - 十王（石尊山） 61ch 100W
- 栃木県
  - 宇都宮 44ch（アナアナ変換前17ch） 100W
  - 今市 62ch 100W
  - 矢板 61ch 100W
- 群馬県
  - 榛名山（前橋） 62ch 100W
  - 桐生 61ch（アナアナ変換前31ch） 30W
  - 沼田 61ch 50W
- 埼玉県
  - 秩父 44ch 100W
  - 児玉 61ch（アナアナ変換前17ch） 30W（垂直偏波）
- 千葉県
  - 館山 62ch 30W（垂直偏波）
  - 銚子 61ch 100W
  - 勝浦 61ch 100W
  - 成田 61ch（アナアナ変換前18ch） 30W
  - 香取佐原 62ch（アナアナ変換前17ch） 30W
  - 香取小見川 38ch 30W
  - 横芝光 47ch 30W（垂直偏波）
- 神奈川県
  - 横浜みなと（横浜ランドマークタワー） 62ch 30W
  - 山下町 79ch 100mW（SHF）
  - 横須賀久里浜 33ch 3W
  - 平塚（湘南平） 43ch 300W（垂直偏波）
  - 真鶴（小田原） 62ch 100W
  - 湯ノ沢 48ch 100 mW
- 他

2011年7月23日までに廃止された中継局
- 東京都
  - 千駄ヶ谷 79ch 1W（SHF）

## 区域外再放送
区域外再放送は、激変緩和措置としてアナログ放送終了から3年間（2014年7月24日まで）実施するものとしていたが、系列局が無いこともあり、継続実施に同意している。
なお、新潟県（中越・下越の両地方）・宮城県・福島県では、テレ東の電波が地元テレビ局の小規模中継局に、同一周波数で抑圧されるという技術的問題や地元局の反対があるため、再放送はできない。
太字の事業者はパススルー方式。

### 現在
山梨県（山梨県のCATV・共聴設備加入率は9割を超えているため、山梨県も事実上の視聴エリアとなっている）
- 日本ネットワークサービス（甲府・韮崎・甲斐・笛吹・北杜・中央の各市と昭和・市川三郷の両町）
- 峡東CATV（甲州・山梨の両市）
- 山梨CATV（山梨市）
- CATV富士五湖（富士吉田市）
- 白根ケーブルネットワーク（南アルプス市）
- 河口湖有線テレビ放送（富士河口湖町）
- 峡西CATV（南アルプス市）
- ケーブルネットワーク大月（大月市）
- 上野原ブロードバンドコミュニケーションズ（上野原市）
- エルシーブイ（北杜市（白州町大武川のみ））

静岡県
- 伊豆急ケーブルネットワーク（熱海・伊東・下田の各市、東伊豆・河津の両町）
- 東豆有線（伊東市宇佐美地区）
- 伊東テレビクラブ（伊東市）
- 下田有線テレビ放送（下田市）
- 東伊豆有線テレビ放送（東伊豆町）
- 小林テレビ設備（下田市の一部、南伊豆町）
- TOKAIケーブルネットワーク（沼津・富士・三島・富士宮・裾野・御殿場・伊豆の国の各市、長泉・清水・函南の各町）2026年3月31日までの激変緩和措置。静岡市清水区の旧庵原郡域では2011年に終了。
- 沼津市戸田の共同受信アンテナ（沼津市戸田の一部）

長野県
- エルシーブイ（岡谷市、諏訪市、茅野市、塩尻市（北小野地区のみ）、下諏訪町、富士見町、原村、辰野町、立科町（白樺湖畔のみ）
- テレビ松本ケーブルビジョン（松本市、塩尻市、山形村）
- インフォメーション・ネットワーク・コミュニティ（長野市）
- あづみ野テレビ（安曇野市、松本市（梓川地区のみ））
- 伊那ケーブルテレビジョン（伊那市、箕輪町、南箕輪村）
- 上田ケーブルビジョン（上田・東御の両市、青木村、坂城町）
- 信州ケーブルテレビジョン（千曲市）
- コミュニティテレビこもろ（小諸市）
- 須高ケーブルテレビ（須坂市、小布施町、高山村）
- 長和町ケーブルテレビ施設（長和町）
- ふれあいネットワーク長谷（伊那市）
- 蓼科ケーブルビジョン（立科町）
- 丸子テレビ放送（上田市）

注：記載の地域でも一部で実施していない場合、記載されていない地域でも一部で実施している場合がある。

### 過去
山梨県
- 笛吹きらめきテレビ 2014年1月31日終了（日本ネットワークサービスに移管）

静岡県
- トコちゃんねる静岡 2011年7月24日終了
- TOKAIコミュニケーションズ（島田市・焼津市・藤枝市）2011年7月24日終了

新潟県
- 上越ケーブルビジョン 2014年7月24日終了

## ネット配信
有料動画配信サービスとしては、テレビ東京ビジネスオンデマンド（経済番組）、あにてれ（アニメ）があるほか、各種配信サービスへの提供を行なっている。
また、親会社のテレビ東京ホールディングスは、インターネットテレビParaviを運営しているプレミアム・プラットフォーム・ジャパンに出資している。2023年にはParaviのU-NEXTへの経営統合にあわせて、U-NEXTと戦略的業務提携を締結した。
ドラマ、バラエティー番組の見逃し配信（最新回）「ネットもテレ東」は、GYAO!、ニコニコ動画へは2015年4月より、TVerへは同年10月の開局当初より番組供給を行っている。

## 歴代のキャッチコピー

### 東京12チャンネル時代
- ‘‘テレビっこ‘‘をご心配のお父さまお母さまへ 科学テレビ 東京12チャンネルテレビ（1964年4月 - 1973年9月）
- ふれあいの窓 12 東京12チャンネル（1973年10月 - 1979年3月）
- ファミリーシップのファミリーチャンネル（1978年頃。上記の『ふれあいの窓〜』との併用というかたちで使用）
- 楽しさ12か月（1979年4月 - 1981年9月。ただし社名変更後も1998年9月まで併用される）

### テレビ東京時代
- 緑さわやか, 楽しさ12か月 テレビ東京12（1981年10月 - 1985年12月）
- はたち個性派 開局20年 テレビ東京（1984年。開局20周年用）
- ハートビンビン テレビ東京12（1987年4月 - 1993年9月）
- 見せて、魅せます!（1989年。開局25周年用）
- チュッ!テレビ東京（1993年10月 - 1998年3月）

TV TOKYO（テレビ東京）以降
- てれとしるぶぷれ!（1998年10月 - 2001年3月）
- てれとまにあ。（2001年4月 - 2004年3月）
- あれと、これと、てれと。（2004年4月 - 2009年3月）
- つづく（2009年4月 - 2013年9月）
- まっすぐ、ずっと。（2013年10月 - 2023年11月）
- ちょっといい明日のために。（2023年11月 - 現行。BSテレ東と併用）

なお、「テレビ東京 地上デジタル7チャンネル」（TV TOKYO Digital 7）のCMは文言を一部変更した上で系列局でも使用された（テレビせとうちでは「テレビ せとうち Digital7」と表記）。BGMはレニー・クラヴィッツの「Love Revolution」。

## ロゴマーク

### シンボルマーク・社章

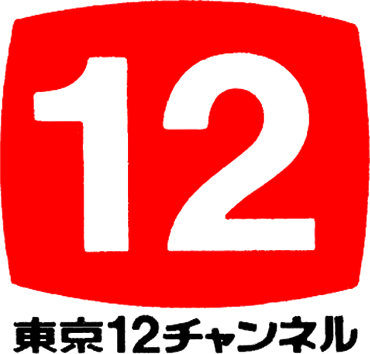
東京12チャンネルのロゴ（1973年 - 1981年9月30日まで使用）
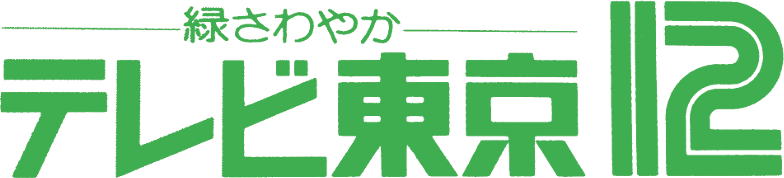
テレビ東京の初代ロゴ（緑・1981年10月1日 - 1985年12月11日まで使用）
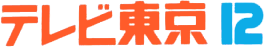
テレビ東京の初代ロゴ（赤と青・1985年12月12日 - 1998年9月30日まで使用）
テレビ東京の旧ロゴマーク・社章 1998年10月1日 - 2023年11月12日まで使用

かつては、アナログ放送時代のチャンネルナンバーの｢12｣をモチーフに作ったものを使っていた。1998年10月1日から旧ロゴの使用を開始した（上記と下記を参照）。赤と青の基調で、繋げてリングを作った｢TV TOKYO｣。

### ロゴ
過去の「テレビ東京」のロゴマークは1981年10月1日から1998年9月30日まで使用しており、1985年のCI制定では「TV TOKYO」の英文ロゴを追加し開局20周年から30周年となる次の10年（1994年）に向け燃える局の姿勢を表す赤色「バーミリオンレッド」を和文ロゴとTV TOKYOの英文表記のうちVの大半を除く部分、限りなく広がる大空とたくましい未来志向の局の姿勢を表す青色「スカイブルー」を英文表記のVの大半を占める逆三角形とチャンネル番号の12にあしらったものとした。
1998年10月1日以降の「TV TOKYO」のロゴマークはTVの「V」とTOKYOの「Y」のリングでメディアと社会のインタラクティブの重要性を模り、信頼性の高い情報とユニークな番組で未来を想像し、ジャーナリズムの在り方を提案する企業姿勢を表しており、又、「テレビ東京」のロゴマークも普通の書体に変更されている。
2023年11月13日にメインロゴを「TV TOKYO」から「テレ東」に変更。新しいブランドマークは「テレ東」と英語表記の「TV TOKYO」を並列に置き、既存の青と赤の色を引き継ぐ。青色は「テレ東ブルー」と呼ばれ、「視聴者、パートナーに信頼される存在となるという想い」を表現した。また、ロゴの「テ」や英文表記の「T」の一部に「7」が含まれ、これを赤色「テレ東レッド」で表現。こちらは「心を温かく、時に熱く、一人ひとりに深く届けていくという想い」を表現し、この「7」はその形から「テレ東アロー（矢）」ともいわれる。

### 製作著作クレジット
- 1993年10月1日 - 開局30周年を機に「○チュッ! テレビ東京」に変更。「テレビ東京」の局ロゴの左側にキスマークを模し、その赤い丸（○）の下側に当時のキャッチフレーズ・「チュッ!（黒文字）」の文字が入ったクレジットされる。1998年3月31日まで使用された。
- 1998年10月1日 - 開局35周年を機にロゴマークを「TV TOKYO」に一新。
- 2003年9月29日 - 開局40周年を機に「TV TOKYO」の右側に「40th Anniversary」のロゴに変更。2005年4月2日まで使用された。
- 2008年7月1日 - 開局45周年を機に「TV TOKYO 7ch デジタル」/「TV TOKYO 7ch digital」/「TV TOKYO 7チャンパンダ」に変更。「TV TOKYO」の局ロゴの右側に赤と青の2色カラーの円内に白抜きの「7ch」の文字が入っており、その円の下側に青文字の「デジタル」または「digital」の文字が入ったクレジットされる。その後、『JAPAN COUNTDOWN』（テレビ大阪に制作局が変更される2011年9月末まで）、『開運!なんでも鑑定団』など一部の番組ではこれよりも後年まで旧製作著作クレジット（TV TOKYO）のままであった。また、テレビ東京グループと同日から同じTXN系列のテレビ大阪が製作著作クレジットにリモコンキーID「7」を入れている。番組冒頭およびCM明けにおいて、「TV TOKYO 7ch digital」と画面上に表示されるようになった（主に夜間の主要番組）。
- 2013年9月30日 - 開局50周年を機に「TV TOKYO ナナナ」に変更。一部の番組は「TV TOKYO ナナナ 50th」が使用された。ウォーターマークも「TV TOKYO 50th」のロゴを導入。
- 2018年10月1日 - 開局55周年を機に「TV TOKYO ナナナ 55th」に変更。2020年4月11日まで使用された。
- 2023年11月13日 - 開局60周年を機に前述の新ロゴを使用した「テレ東 60th ナナナ」に変更。

## イメージキャラクター
過去はデジタルテレビ放送開始記念して、7ch デジタル7チャンネルのピラメキパンダが使われていた。
現在は開局50周年記念を機に制定されたナナナが使われている。
2023年3月、BSテレ東に新キャラクター「びーえするるる」が登場した。

## 歴代社長・代表者

### 科学教育局
| 年月       | 東京12チャンネル プロダクション 社長 | 日本科学技術振興財団 | 日本科学技術振興財団 | 出来事                              |
| 年月       | 東京12チャンネル プロダクション 社長 | テレビ事業本部長     | 会長                 | 出来事                              |
| ---------- | ------------------------------------ | -------------------- | -------------------- | ----------------------------------- |
| 1960年04月 | ※設立前                              | ※不在                | 倉田主税             | 日本科学技術振興財団 設立           |
| 1963年06月 | ※設立前                              | 倉田主税             | 倉田主税             | テレビ事業本部 設立                 |
| 1964年03月 | ※設立前                              | 津野田知重           | 倉田主税             |                                     |
| 1965年06月 | ※設立前                              | 藤本輝夫             | 倉田主税             |                                     |
| 1966年12月 | ※設立前                              | 上村健太郎           | 植村甲午郎           | 第1次再建計画 一般番組の増強を決定  |
| 1967年01月 | ※設立前                              | 村木武夫             | 植村甲午郎           |                                     |
| 1968年05月 | ※設立前                              | 長谷慎一             | 植村甲午郎           | 第2次再建計画 制作部門の分社を決定  |
| 1968年07月 | 上村健太郎                           | 長谷慎一             | 植村甲午郎           | 東京12チャンネルプロダクション 設立 |
| 1969年11月 | 河口静雄                             | 河口静雄             | 植村甲午郎           | 日本経済新聞社 経営参加             |
| 1973年04月 | 佐藤良邦                             | 佐藤良邦             | 植村甲午郎           | 日本経済新聞社の前常務が社長に就任  |

### 一般総合局
一般総合局移行後は、全員が筆頭株主である日本経済新聞社の専務取締役クラスの人物である。
その為、在京キー局で唯一プロパー社員が社長に就任したことがない。
| 年月       | 社長     | 会長     |
| ---------- | -------- | -------- |
| 1973年11月 | 佐藤良邦 | ※不在    |
| 1975年10月 | 中川順   | ※不在    |
| 1989年06月 | 杉野直道 | 中川順   |
| 1993年06月 | 杉野直道 | ※不在    |
| 1996年06月 | 一木豊   | 杉野直道 |
| 2001年06月 | 菅谷定彦 | 一木豊   |
| 2007年06月 | 島田昌幸 | 菅谷定彦 |
| 2011年06月 | 島田昌幸 | ※不在    |
| 2013年06月 | 髙橋雄一 | 島田昌幸 |
| 2015年06月 | 髙橋雄一 | ※不在    |
| 2017年06月 | 小孫茂   | 髙橋雄一 |
| 2020年06月 | 石川一郎 | 小孫茂   |
| 2023年06月 | 石川一郎 | ※不在    |
| 2025年06月 | 吉次弘志 | 石川一郎 |

### 個人別詳細
| 氏名       | 出身企業・団体                                                                          | 東京12チャンネル 関連役職 |
| ---------- | --------------------------------------------------------------------------------------- | --- |
| 倉田主税   | 日立製作所 社長→会長                                                                    | 1960.04.19 - 1966.12.18：財団 会長 1963.06.22 - 1964.03.09：財団 テレビ事業本部長 |
| 植村甲午郎 | 経済団体連合会 副会長→会長 日本航空 会長 ニッポン放送 会長 フジテレビジョン 会長→相談役 | 1961.10.26 - 1966.12.18：科学テレビ協力会 会長 1966.12.19 - 1973.10.31：財団 会長 |
| 津野田知重 |                                                                                         | 1964.03.10 - 1965.06.19：財団 テレビ事業本部長 |
| 藤本輝夫   | 日産生命保険 社長                                                                       | 1965.06.20 - 1966.12.18：財団 副会長 1965.06.20 - 1966.12.18：財団 テレビ事業本部長 |
| 上村健太郎 | 日本道路公団 総裁                                                                       | 1966.12.19 - 1973.03.31：財団 副会長 1966.12.19 - 1967.01.10：財団 テレビ事業本部長 1968.07.01 - 1969.10.31：プロダクション 社長 |
| 村木武夫   | 住友石炭鉱業 副社長                                                                     | 1967.01.11 - 1968.05.21：財団 テレビ事業本部長 |
| 長谷慎一   |                                                                                         | 1968.05.22 - 1969.10.31：財団 テレビ事業本部長 |
| 河口静雄   | 三共 副社長 全日本広告連盟 理事長 日経広告研究所 理事長                                 | 1969.11.01 - 1973.03.31：財団 テレビ事業本部長 1969.11.01 - 1973.04.08：プロダクション 社長 |
| 佃正弘     | 日本経済新聞社 常務                                                                     | 1969.11.01 - 1971.02.00：財団 テレビ事業副本部長 1969.11.01 - 1971.02.00：プロダクション 専務 |
| 佐藤良邦   | 日本経済新聞社 常務                                                                     | 1973.04.01 - 1973.10.31：財団 テレビ事業本部長 1973.04.09 - 1973.10.31：プロダクション 社長 1973.11.01 - 1975.09.30：東京12チャンネル 社長 |
| 中川順     | 日本経済新聞社 常務                                                                     | 1971.02.00 - 1973.10.31：財団 テレビ事業副本部長 1971.02.00 - 1973.10.31：プロダクション 専務 1973.11.01 - 1975.09.30：東京12チャンネル 専務 1975.10.01 - 1981.09.30：東京12チャンネル 社長 1981.10.01 - 1989.06.29：テレビ東京 社長 1989.06.30 - 1993.06.27：テレビ東京 会長 |

## 主要役員・社員
Category:テレビ東京の人物も参照。
過去
- 田中良 - 広告担当。退社後は杉並区議会議員（1期）、東京都議会議員（5期）、杉並区長（3期）を歴任した。
- 田原総一朗 - ディレクター、ドキュメンタリー映画監督。退社後はジャーナリストとして活動。
- 中川俊直 - 政治部記者。元自民党衆議院議員（2期）。
- ばばこういち - 退社後はジャーナリストとして活動。
- 佐久間宣行 - 退社後はフリーのプロデューサー、タレントとして活動。現在も一部番組を手掛ける。
- 高橋弘樹 - 退社後は株式会社tonariを設立し、番組企画やプロデューサーとして活動。AbemaTVにも勤務。

## グループ会社
認定放送持株会社の株式会社テレビ東京ホールディングスと事業子会社が3社、関係会社が15社ある（2019年3月31日現在）。

### 認定放送持株会社
- 株式会社テレビ東京ホールディングス

### 事業子会社
- 株式会社テレビ東京（TV TOKYO、テレビ東京、テレ東、旧：東京12チャンネルテレビ、東京12チャンネル）
- 株式会社BSテレビ東京（BSテレビ東京、 BSテレ東、旧：BSジャパン）
- 株式会社テレビ東京コミュニケーションズ（東京証券取引所マザーズ上場）（映像コンテンツの配信・提供）

### 関係会社
- 株式会社テレビ東京ミュージック（音楽著作権の管理、イベント、音楽番組の制作など）
- 株式会社テレビ東京メディアネット（番組販売）
- 株式会社テレビ東京コマーシャル（CM放送の準備）
- 株式会社テレビ東京アート（美術装置・番組用照明の企画制作）
- 株式会社テレビ東京システム（システム開発）
- 株式会社テレビ東京制作（PROTX）（番組の企画・制作）
- 株式会社テレビ東京ダイレクト（旧：株式会社プロント）（通信販売・広告販売）
- 株式会社テレビ東京ヒューマン（放送準備）
- 株式会社テクノマックス（技術制作）
- 株式会社テレビ東京ビジネスサービス（施設管理など）
- 株式会社エー・ティー・エックス（アニメシアターX）（アニメ番組提供）
- TV TOKYO AMERICA,INC.（米国報道）
- 株式会社日経映像（番組制作）
- 株式会社インタラクティーヴィ（CS委託放送）
- 株式会社日経CNBC
- 株式会社プレミアム・プラットフォーム・ジャパン（Paravi）
- 株式会社TVer

## 関連放送事業者
- InterFM897（interfm） - 2009年2月〜2012年6月の間、子会社であった。資本撤退後も2024年3月まで本社をテレビ東京天王洲スタジオに構えていた。
- 日経ラジオ社（ラジオNIKKEI） - 同じ日経グループだが繋がりは薄い。
- びわ湖放送 - 40,000株を保有する第5位株主。

## 関連企業
- 日本経済新聞社
- FC東京

テレ東が株式を保有するのみならず、2003年8月5日の対レアル・マドリード戦（生中継）を、2008年7月31日の対クラブオリンピア戦（録画）中継するなど関係が深い。

## 不祥事・事件・トラブル
- 1970年10月から1971年4月にかけて永井豪の同名作品を原作としたドラマ『ハレンチ学園』を放送。当時としては過激な表現があったため社会問題となり、半年で終了した[140]。
- 1975年から放送された『独占!男の時間』に出演していた笑福亭鶴瓶がリハーサルで披露したギャグを担当のプロデューサーに傲慢な態度で批判されたこと[141][142]に怒り、腹いせに本番でカメラの前で股間を露出。カメラに股間を押し付けた末に、スタジオから強制的に退場させられた[143]。また、鶴瓶は司会者だった山城新伍の計らいで出演した[144]1977年3月26日放送の最終回においても、番組打ち切り[注釈 49]に納得がいかない山城に促される形で、テレビカメラの前で肛門を見せてスタジオから逃走[145][143]。その勢いで、敷地内にあった池[注釈 50]に飛び込むと、当時の社長である中川順が大切に育てていた錦鯉を踏み殺した。この件で鶴瓶は2003年の系列局・テレビ大阪制作であった『きらきらアフロ』のテレビ東京第1スタジオ（当時）での収録[146]までテレ東から出入り禁止[147]となった。
- 1997年2月15日、『ザ・道場破り!』の企画としてのトルコでのオイルレスリングの試合の前座を務める江頭2:50が興奮のあまり、身に付けていたふんどしを脱ぎ捨て性器を露出した全裸の状態で自身の持ち芸を披露した。会場は騒然となり試合は中止となる。トルコでは宗教の関係で人前で全裸になることは禁じられているため、江頭は現地警察に逮捕された。この映像が同月19日には米国の通信社により世界に配信されたことで当時の社長が謝罪する事態となった[148]。
- 1997年にテレビアニメ『ポケットモンスター』の放送中、視聴者が突然倒れ病院に運ばれるといった事件が発生した（いわゆる「ポリゴンショック」）。本放送の終了後、放送を見ていた一部の視聴者が体調不良を訴え、病院に救急搬送された。病院に搬送された患者の多くは児童であった。自治省（現：総務省）消防庁の調べでは30都道府県の中の651人が病院に搬送され、そのうち、130人以上が入院したとされている[149]。原因とされているのは、パカパカを始めとするストロボやフラッシュなどの激しい点滅が多用されたシーンを断続的に視聴したことにより引き起こされた光過敏性発作である。一つのテレビ番組を見ていたことで700人近くが病院に搬送されたのは、世界のテレビ史上初の出来事であったとされ[150]、「最も多くの視聴者に発作を起こさせたテレビ番組（Most Photosensitive Epileptic Seizures Caused by a Television Show）」として、ギネス世界記録に認定[151]された。
- 1998年2月、深夜番組の『ギルガメッシュないと』について、視聴者の方から番組審議会宛に｢内容がお色気番組として笑って見過ごせる範囲を超えているのでは?」という苦情が多く寄せられ、放送内容が審議された結果、同年3月をもって番組も終了となった。
- 2002年5月27日、『ニュースウォッチ』と『TXNニュースアイ』の番組冒頭で、中国人窃盗団の犯行から逮捕までの一部始終を「外国人犯罪の増加」をテーマとするスクープ映像として放送した。だが、窃盗団の案内役である日本人男性から事前に情報を入手していたにも関わらず、警察へは連絡したものの実際に被害にあった会社には連絡していなかったことの他、取材の過程で提供者に金銭を渡していたこと、窃盗団メンバーの顔写真を警察に提供していたこと、記者とデスク以外に取材手法や内容を把握していた者がいなかったことなどが問題視された。この件でテレ東は"安易な映像スクープ主義""視聴率狙いの衝撃映像"などとして厳しい批判を受けた[152]。
- 2005年1月28日、『教えて!ウルトラ実験隊』で、25日に放送された花粉症対策を扱った回が千葉大学で臨床実験中の最新治療法『舌下減感作療法』について、「2週間の実験が必要なところを5日程度で済ませ、効果が出るまで最低2 - 3か月かかるところを、2週間で効果が現れたかのように放送した」と事実の歪曲があったことを発表した。が、2月1日には追加の調査結果が発表され、上記の説明も「実験は全く行っておらず、治療を受けていない人物に虚偽の証言をさせた」と一部虚偽だったことが発覚し[153]、同番組は2月8日に打ち切りとなり、総務省より厳重注意の処分を受けた[154]。なお、製作に関わった局幹部ら4人を局として処分している。
- 2005年6月14日、『日経スペシャル ガイアの夜明け』で東京都内の男性を「うなずき屋」と称し、「相手の話にうなずくだけで料金は2時間で1万円」と伝えた。これに対し男性が、「悪徳業者と誤解された」と放送倫理・番組向上機構（BPO）に抗議した[155]。現金受け渡しのシーンはテレビ東京に依頼されたものと判明した。さらに、このシーンが人権侵害だったことも指摘された[156]。
- 2006年10月27日、『おはスタ』でブルーベリーとして紹介した「ヨウシュヤマゴボウ」は、根、茎や葉、黒紫色に熟す果実を食すと嘔吐や下痢を起こすという有毒植物であることが発覚し、同局のニュースなどで注意を呼びかけた[157]。番組としては翌週の10月30日の放送で、この件に関する謝罪と注意喚起を行っている。
- 2007年1月に、テレビ東京ダイレクト（TXD）が通信販売した「快眠★夢枕」について、ゲルマニウムや竹繊維が使われており抗菌効果や消臭効果、遠赤外線効果があると宣伝した。しかし実際には上記の素材は使われておらず、TXDは販売を中止し商品の買い戻しを実施し、返金を行った[158]。さらに公正取引委員会から景品表示法違反（優良誤認）にあたるとし、再発防止などを求める排除命令が下された。
- 2008年12月4日、『よろセン!』で出演者だった℃-uteのメンバー・中島早貴がアドルフ・ヒトラーのことを「世界の偉人」として取り上げ、「ヒトラーおじさん」「癒しの演説」などと紹介し、かわいらしいイラストを披露したり、空想上のモノマネを他の出演者と行うなどした[159]。このことが問題となり「誤った歴史認識に基づく不適切な内容でした」として8日にウェブサイト上で謝罪した[160]。
- 2009年7月22日と23日に、局が主催したイベント『恐竜2009』の飲食コーナーで、販売していたホットドッグに販売業者が消費期限切れのパンを使っていたことが判明。30日に社長の島田昌幸が7月定例会見で謝罪する事態となった[161]。
- 2010年4月11日のフィギュアスケートショーの放送で、浅田真央ら3選手の演技の失敗部分を別の演技の同部分と差し替えて放送した。この件に関してスポーツ社会学者の森川貞夫日本体育大学教授が、娯楽性に偏る余り記録性を軽視している点、編集映像であることを明示せず視聴者を欺いている点を現在のメディアの問題点と指摘している[162]。
- 2010年11月8日放送の『月曜プレミア! 主治医が見つかる診療所』において、番組中に酵素を用いた健康飲料を飲んで断食を伴う実験を行ったが、この方法を用いたダイエットに成功したとされる治験者の1人が当該の健康飲料を販売する会社の社長であった事が発覚した。放送倫理・番組向上機構（BPO）でも審議入りするなど問題視され、2011年7月にはBPOから放送倫理違反と認定された[163]。
- 2011年1月25日放送の『ありえへん∞世界』にて、沖縄県の南大東島のサトウキビ農家を取り上げた際、年収が1000万円以上ある農家が150人〜200人いることや、サトウキビ農家が沖縄本島にビバリーヒルズのような豪華な別荘を所有しているといった紹介がなされ、南大東村（島尻郡）の村長から「偏見に基づく、事実と異なる」との抗議を受けていた事が判明した。放送倫理・番組向上機構でも問題視され、「農家が補助金で贅沢な暮らしをしているかのように、面白おかしく編集されており、悪質だ」という意見が出され、審議入りの事態に発展し同年9月に放送倫理・番組向上機構から放送倫理違反であると認定された[164]。テレビ東京は6月7日の放送にて、南大東村に謝罪した[165]。
- 2011年6月12日、『月刊MelodiX!』の収録中、女性アイドルグループ・ぴゅあふるのメンバー2人（綾川小麦・藤崎麻美）が負傷するという事故が発生した。同番組内のゲームコーナーである「ぐるぐるチョコバット対決」において綾川と藤崎が目が回った状態でスタジオの端にある溝に落下し、綾川が左坐骨と鼻骨を骨折する全治1ヶ月の重傷、藤崎も左足首を捻挫する軽傷を負った[166]。
- 2011年6月18日放送の『田勢康弘の週刊ニュース新書』において放送された元経済産業大臣の甘利明に対する福島第一原子力発電所事故に関するインタビューの放送内容で名誉を傷つけられたとして、甘利が番組に謝罪を要求し、これを受けて局側は翌週25日の放送で謝罪した[167]。その後甘利は局と番組ホストの田勢康弘らに対し損害賠償を請求する訴訟を起こし、東京地裁は2013年1月29日、局側のみに計330万円の支払いを命じた。判決では、甘利に示された資料には津波で原発が電源を失う危険性の指摘がなかったのにVTRではあったかのように紹介し、「報道機関として行うべきでない不適切な編集をした」と判断された[168]。局は控訴を断念している[169]。
- 2016年5月、『世界ナゼそこに?日本人』において世界平和統一家庭連合（旧：統一教会）の合同結婚式で海外に送られた信者が合同結婚の事実の意図的に隠蔽するなどの不適切な形で多数回にわたり出演している[170]として、全国霊感商法対策弁護士連絡会がテレビ東京に事実関係や出演の経緯などについて回答を申し入れた[171]。これに対しテレビ東京側は、「きちんと取材した結果に基づいたもの」と回答したが[172]、連絡会は「回答には納得できず、直接訪れて再度申し入れる」としている。ちなみに、この信者の番組出演の模様は、教団関連のサイトでも取り上げられている[173]。なお、同年6月の定例社長会見で社長の髙橋雄一は、「あえて特定の宗教関係者を取り上げる趣旨はない。特定の宗教を広めることに加担するような番組を作らないことが大前提」だと述べ、疑惑を否定している[174]。他にも、家庭連合（旧統一教会）関連の事柄として同年5月29日に家庭連合の関連団体である国際勝共連合傘下の大学生グループによる渋谷での改憲支持のデモを主催者や参加者に関する情報を伝えず[173]に、民放キー局で唯一報じた[175]ことが挙げられる。
- 2017年7月、『ゆうがたサテライト』のフィールドキャスターを務めていた報道局員が番組スタッフとの飲み会で20歳代の外部制作会社所属の女性アシスタントディレクターにキスを迫るなどのセクハラ行為に及んだ[176]。局員は同年8月8日をもって番組を降板している。
- 2018年2月19日に岐阜県笠松町でのイベントにおける『緊急SOS!池の水ぜんぶ抜く大作戦』の収録時、番組並びにイベント主催者の不手際で在来種が大量に死んでいた[177]とインターネット上で話題になる。社長の小孫茂は、2018年3月29日の定例会見で「念には念を入れるよう、現場には要請をしてきたが、そこがちょっとズレていた」と説明した[178]。
- 2020年2月29日、制作局社員がタクシー運転手に因縁をつけ尻を蹴るなどの暴行を加え、頭を8針縫うけがを負わせた傷害の現行犯で警視庁目黒警察署に逮捕された[179]。逮捕された社員は『YOUは何しに日本へ?』のディレクターだった[180]。
- 2020年9月、現役女性アナウンサー2名の会話を盗聴した音声ファイルがTwitterを通じて流布された。内容は実名を出して同僚のアナウンサーやスタッフ、番組、出演者を侮辱するものであった[181]。なお、社長の石川一郎は同年9月の定例社長会見で、「盗聴の調査を全社的に実施して何ら問題はなかったということは確認しました」と説明した[182]。
- 2021年12月30日、制作局社員が酒に酔った状態で、警察官に暴行を加えたとして警視庁王子警察署に公務執行妨害の現行犯で逮捕された。逮捕された社員は『家、ついて行ってイイですか?』の演出担当ディレクターだった[183]。
- 2022年9月23日[注釈 51]、バラエティ番組『ウソかホントかわからない やりすぎ都市伝説スペシャル2022秋』において、宮城県の水道事業について取り上げた際に「（事業を委託している）運営会社株式の過半数を海外企業が保有している」と報じたが、同県は事実誤認であるとして抗議したことを2023年1月に明らかにした。これを受けて、テレビ東京は番組ホームページ上にお詫び文を掲載すると共に同年2月に同局幹部らが宮城県庁を訪れた上で同県知事の村井嘉浩に対して謝罪した[184][185][186]。
- 2023年3月28日、特別番組『激録・警察密着24時!!』において、「鬼滅の刃」の商品に関する不正競争防止法違反事件について取り上げた際、過剰な演出や不正確な表現があったことが判明したとして、2024年5月28日に番組公式サイトにて謝罪[187][188][189][190]。これを受けて、テレビ東京は該当番組を打ち切ると同時に担当者の懲戒処分や局幹部の月額報酬の自主返納などを発表した[191][192]。2025年1月17日、放送倫理・番組向上機構の放送倫理検証委員会は「放送倫理違反があった」とする意見書を公表した[193]。
- 2024年7月19日、バラエティ番組『真夏の絶恐映像 日本で一番コワい夜』において、「7月3日の放送につきまして、一部、許諾をいただかないまま使用した映像がありました」と報告し謝罪。現在配信しているコンテンツについては、該当場面をカットしている[194]。
- 2024年8月26日、同年7月上旬に制作局に所属している40代の男性プロデューサーが、タレント志望の20代の女性に対して、タクシーの車内でわいせつな行為をしたとして、警視庁は不同意わいせつ容疑で書類送検した[195][196]。

### スポーツ中継に巡る編成上の問題・トラブル
- 2006年5月8日、同年4月26日の『世界卓球2006』の女子予選リーグの日本対シンガポール戦[197]の放送時間延長により深夜番組[注釈 52]の録画に失敗したという抗議文と火葬された人骨の一部とみられるものが入った小包がテレビ東京に届けられるという事件が発生した[198][199][200]。
- 2015年5月31日、「全仏オープンテニス2015」の錦織圭対T・ガバシュビリ戦（4回戦）を生中継で放送予定だったが、現地のパリ・ローランギャロスが雨天で試合が遅れたため、19時54分 - 翌2時12分まで放送（当初は22時42分までを予定していたが、大幅に延長して放送）[201]。同中継の延長に伴い。23時台以降の番組も休止（延期）となった[202]。
- 2016年5月23日、「全仏オープンテニス2016」の錦織圭対シモーネ・ボレッリ戦（1回戦）を生中継で放送していたが、現地のパリ・ローランギャロスが雨天で途中で試合が中断したため、19時54分 - 翌2時12分まで放送。この中継に伴い、23時台以降の番組を休止（延期）[203]したが、翌週（2016年）5月29日も同中継の錦織圭対リシャール・ガスケ戦（4回戦）を21時54分 - 翌3時18分まで生中継したため、日曜23時台以降の番組が2週連続で休止[203]する事態となった。
- 2020年12月15日、「全米女子オープン」の最終日を急遽生中継で放送することが決定したため。番組編成を変更して0時12分 - 5時45分[204]まで放送した[205]。しかし、年末年始の特別番組編成に伴う関係で一部の番組が放送内容を変更する事態となった[注釈 53]。
- 2022年10月8日、『世界卓球2022』の日本代表の男子が準決勝、女子が決勝進出が決定したため、番組編成を変更して、18時から22時44分まで放送（当初は22時14分までを予定していたが、30分延長して放送）[注釈 54]。この対応で23時から放送している『SPY×FAMILY』は、同中継に配慮して23時50分から放送する予定だったが、21時台の『出没!アド街ック天国』[注釈 55]を中継による延長したことにより、番組休止に変更した。そのため、22時台後半以降の編成を繰り上げる措置を取った[注釈 56]。『SPY×FAMILY』は、23時26分から放送開始に変更した。視聴者が番組編成に対しての苦情が相次ぎ、録画に失敗することがケースが発生した[109][206][207]。『SPY×FAMILY』については10月11日に放送した「MISSON:14」については再放送することを発表した[208]。
- 2022年10月10日、ドラマ『絶メシロード』の「Season2 第7話」は13時40分から14時15分まで、再放送を行う予定だったが[注釈 57]、これを誤って、「Season1 第7話」を放送する不手際が発生した[210][211][212][213]。『絶メシロード』の「Season2 第7話」については、10月14日の10時35分 - 10時59分まで改めて放送すると発表した[注釈 58][214]。
- 2022年10月27日の定例会見で『SPY×FAMILY』の放送繰り上げの件と『絶メシロード』の放送事故については社長が謝罪した。『世界卓球2022』の中継が早く終わることで、予定の時間より前倒しして放送することに決めたという[215][216]。『絶メシロード』については、放送局としてはやってはいけないことをしたと編成局長が謝罪し、更に「通常、プロデューサーが内容を確認してから放送しているが、今回の場合は再放送だったことから、プロデューサーの確認なく放送されてしまった」と説明した[217][218][219]。